# 2017-es férfi kosárlabda-Európa-bajnokság
A 2017-es férfi kosárlabda-Európa-bajnokságot közösen rendezte Finnország, Izrael, Románia és Törökország augusztus 31. és szeptember 17. között. Ez volt a 40. férfi kosárlabda-Európa-bajnokság. Az Eb-t Szlovénia nyerte, története során először. Magyarország a 15. helyen végzett.

## Helyszínek
| Isztambul          | Isztambul Helsinki Tel-Aviv Kolozsvár | Isztambul Helsinki Tel-Aviv Kolozsvár |
| Sinan Erdem Dome   | Isztambul Helsinki Tel-Aviv Kolozsvár | Isztambul Helsinki Tel-Aviv Kolozsvár |
| Férőhely: 16 000   | Isztambul Helsinki Tel-Aviv Kolozsvár | Isztambul Helsinki Tel-Aviv Kolozsvár |
|                    | Isztambul Helsinki Tel-Aviv Kolozsvár | Isztambul Helsinki Tel-Aviv Kolozsvár |
| Isztambul          | Isztambul Helsinki Tel-Aviv Kolozsvár | Isztambul Helsinki Tel-Aviv Kolozsvár |
| Ülker Sports Arena | Isztambul Helsinki Tel-Aviv Kolozsvár | Isztambul Helsinki Tel-Aviv Kolozsvár |
| Férőhely: 12 270   | Isztambul Helsinki Tel-Aviv Kolozsvár | Isztambul Helsinki Tel-Aviv Kolozsvár |
|                    | Isztambul Helsinki Tel-Aviv Kolozsvár | Isztambul Helsinki Tel-Aviv Kolozsvár |
| Helsinki           | Tel-Aviv                              | Kolozsvár                             |
| Hartwall Arena     | Menora Mivtachim Arena                | Sala Polivalentă                      |
| Férőhely: 14 000   | Férőhely: 10 383                      | Férőhely: 9300                        |
|                    |                                       |                                       |

## Résztvevők
| Csapat         | Részvételi jog                                  | Kvalifikáció dátuma  | Részvétel | Utolsó részvétel |
| -------------- | ----------------------------------------------- | -------------------- | --------- | ---------------- |
| Törökország    | Rendező                                         | 2015. december 11.   | 23        | 2015             |
| Románia        | Rendező                                         | 2015. december 11.   | 18        | 1987             |
| Finnország     | Rendező                                         | 2015. december 11.   | 14        | 2015             |
| Izrael         | Rendező                                         | 2015. december 11.   | 29        | 2015             |
| Spanyolország  | 2015-ös Eb, 1. hely                             | 2015. december 20.   | 31        | 2015             |
| Litvánia       | 2015-ös Eb, 2. hely                             | 2015. december 20.   | 14        | 2015             |
| Franciaország  | 2015-ös Eb, 3. hely                             | 2015. december 20.   | 38        | 2015             |
| Szerbia        | 2015-ös Eb, 4. hely                             | 2015. december 20.   | 13        | 2015             |
| Görögország    | 2015-ös Eb, 5. hely                             | 2015. december 20.   | 26        | 2015             |
| Olaszország    | 2015-ös Eb, 6. hely                             | 2015. december 20.   | 37        | 2015             |
| Csehország     | 2015-ös Eb, 7. hely                             | 2015. december 20.   | 5         | 2015             |
| Lettország     | 2015-ös Eb, 8. hely                             | 2016. január 20.     | 14        | 2015             |
| Horvátország   | 2015-ös Eb, 9. hely                             | 2016. január 20.     | 13        | 2015             |
| Oroszország    | Selejtező, C csoport, 1. hely                   | 2016. szeptember 10. | 13        | 2015             |
| Magyarország   | Selejtező, G csoport, 1. hely                   | 2016. szeptember 14. | 15        | 1999             |
| Belgium        | Selejtező, A csoport, 1. hely                   | 2016. szeptember 14. | 16        | 2015             |
| Szlovénia      | Selejtező, E csoport, 1. hely                   | 2016. szeptember 14. | 13        | 2015             |
| Montenegró     | Selejtező, F csoport, 2. hely (legjobb második) | 2016. szeptember 14. | 6         | 2013             |
| Németország    | Selejtező, B csoport, 1. hely                   | 2016. szeptember 17. | 24        | 2015             |
| Lengyelország  | Selejtező, D csoport, 1. hely                   | 2016. szeptember 17. | 28        | 2015             |
| Izland         | Selejtező, A csoport, 2. hely (legjobb második) | 2016. szeptember 17. | 2         | 2015             |
| Nagy-Britannia | Selejtező, G csoport, 2. hely (legjobb második) | 2016. szeptember 17. | 4         | 2013             |
| Ukrajna        | Selejtező, E csoport, 2. hely (legjobb második) | 2016. szeptember 17. | 8         | 2015             |
| Grúzia         | Selejtező, F csoport, 1. hely                   | 2016. szeptember 17. | 4         | 2015             |

## Sorsolás
A csoportok sorsolását 2016. november 22-én tartották Törökországban.

## Csoportkör
A sorrend meghatározása
A csoportmérkőzések után a sorrendet az alábbiak alapján kellett meghatározni:
1. több szerzett pont (a győzelem 2 pont, a vereség 1 pont)
2. egymás elleni eredmény
3. jobb pontkülönbség
4. több szerzett pont

Az időpontok helyi idő szerint, a zárójelben magyar idő szerint értendők.

### A csoport (Helsinki)
| Hely. | Csapat         | M | Gy | V | P+  | P–  | Pk   | P  | Továbbjutás                                |
| ----- | -------------- | - | -- | - | --- | --- | ---- | -- | ------------------------------------------ |
| 1.    | Szlovénia      | 5 | 5  | 0 | 446 | 384 | +62  | 10 | Továbbjutott az egyenes kieséses szakaszba |
| 2.    | Finnország (R) | 5 | 4  | 1 | 426 | 408 | +18  | 9  | Továbbjutott az egyenes kieséses szakaszba |
| 3.    | Franciaország  | 5 | 3  | 2 | 450 | 422 | +28  | 8  | Továbbjutott az egyenes kieséses szakaszba |
| 4.    | Görögország    | 5 | 2  | 3 | 421 | 400 | +21  | 7  | Továbbjutott az egyenes kieséses szakaszba |
| 5.    | Lengyelország  | 5 | 1  | 4 | 411 | 414 | −3   | 6  |                                            |
| 6.    | Izland         | 5 | 0  | 5 | 355 | 481 | −126 | 5  |                                            |

| 2017. augusztus 31. 13:45 (12:45) | Szlovénia                                | 90–81     | Lengyelország | Hartwall Arena, Helsinki Nézőszám: 835 Játékvezetők: Cristiano Maranho (BRA), Apostolos Kalpakas (SWE), Arnis Ozols (LAT) |
| 2017. augusztus 31. 13:45 (12:45) | (24–22, 29–24, 21–12, 16–23) Jegyzőkönyv |           |               | Hartwall Arena, Helsinki Nézőszám: 835 Játékvezetők: Cristiano Maranho (BRA), Apostolos Kalpakas (SWE), Arnis Ozols (LAT) |
| 2017. augusztus 31. 13:45 (12:45) | G. Dragić 30                             | Pont      | Ponitka 22    | Hartwall Arena, Helsinki Nézőszám: 835 Játékvezetők: Cristiano Maranho (BRA), Apostolos Kalpakas (SWE), Arnis Ozols (LAT) |
| 2017. augusztus 31. 13:45 (12:45) | Randolph 10                              | Lepattanó | Ponitka 13    | Hartwall Arena, Helsinki Nézőszám: 835 Játékvezetők: Cristiano Maranho (BRA), Apostolos Kalpakas (SWE), Arnis Ozols (LAT) |
| 2017. augusztus 31. 13:45 (12:45) | Dončić 6                                 | Gólpassz  | Slaughter 6   | Hartwall Arena, Helsinki Nézőszám: 835 Játékvezetők: Cristiano Maranho (BRA), Apostolos Kalpakas (SWE), Arnis Ozols (LAT) |

| 2017. augusztus 31. 16:30 (15:30) | Izland                                   | 61–90     | Görögország | Hartwall Arena, Helsinki Nézőszám: 1911 Játékvezetők: Aleksandar Glišić (SRB), Takaki Kato (JPN), Petar Obradović (BIH) |
| 2017. augusztus 31. 16:30 (15:30) | (10–26, 23–11, 12–24, 16–29) Jegyzőkönyv |           |             | Hartwall Arena, Helsinki Nézőszám: 1911 Játékvezetők: Aleksandar Glišić (SRB), Takaki Kato (JPN), Petar Obradović (BIH) |
| 2017. augusztus 31. 16:30 (15:30) | Pálsson 21                               | Pont      | Pappas 20   | Hartwall Arena, Helsinki Nézőszám: 1911 Játékvezetők: Aleksandar Glišić (SRB), Takaki Kato (JPN), Petar Obradović (BIH) |
| 2017. augusztus 31. 16:30 (15:30) | Ermolinskij, Pálsson 4                   | Lepattanó | Bourousis 8 | Hartwall Arena, Helsinki Nézőszám: 1911 Játékvezetők: Aleksandar Glišić (SRB), Takaki Kato (JPN), Petar Obradović (BIH) |
| 2017. augusztus 31. 16:30 (15:30) | Ermolinskij 5                            | Gólpassz  | Bourousis 4 | Hartwall Arena, Helsinki Nézőszám: 1911 Játékvezetők: Aleksandar Glišić (SRB), Takaki Kato (JPN), Petar Obradović (BIH) |

| 2017. augusztus 31. 20:00 (19:00) | Franciaország                                  | 84–86 (h. u.) | Finnország   | Hartwall Arena, Helsinki Nézőszám: 12 167 Játékvezetők: Antonio Conde (ESP), Zafer Yılmaz (TUR), Mārtiņš Kozlovskis (LAT) |
| 2017. augusztus 31. 20:00 (19:00) | (15–23, 18–9, 20–17, 19–23, 12–14) Jegyzőkönyv |               |              | Hartwall Arena, Helsinki Nézőszám: 12 167 Játékvezetők: Antonio Conde (ESP), Zafer Yılmaz (TUR), Mārtiņš Kozlovskis (LAT) |
| 2017. augusztus 31. 20:00 (19:00) | Fournier 25                                    | Pont          | Markkanen 22 | Hartwall Arena, Helsinki Nézőszám: 12 167 Játékvezetők: Antonio Conde (ESP), Zafer Yılmaz (TUR), Mārtiņš Kozlovskis (LAT) |
| 2017. augusztus 31. 20:00 (19:00) | Diaw 9                                         | Lepattanó     | Markkanen 7  | Hartwall Arena, Helsinki Nézőszám: 12 167 Játékvezetők: Antonio Conde (ESP), Zafer Yılmaz (TUR), Mārtiņš Kozlovskis (LAT) |
| 2017. augusztus 31. 20:00 (19:00) | három játékos 3                                | Gólpassz      | Koponen 8    | Hartwall Arena, Helsinki Nézőszám: 12 167 Játékvezetők: Antonio Conde (ESP), Zafer Yılmaz (TUR), Mārtiņš Kozlovskis (LAT) |

| 2017. szeptember 2. 13:45 (12:45) | Lengyelország                           | 91–61     | Izland          | Hartwall Arena, Helsinki Nézőszám: 3618 Játékvezetők: Petar Obradović (BIH), Alexey Davydov (RUS), Mārtiņš Kozlovskis (LAT) |
| 2017. szeptember 2. 13:45 (12:45) | (16–14, 25–15, 19–8, 31–24) Jegyzőkönyv |           |                 | Hartwall Arena, Helsinki Nézőszám: 3618 Játékvezetők: Petar Obradović (BIH), Alexey Davydov (RUS), Mārtiņš Kozlovskis (LAT) |
| 2017. szeptember 2. 13:45 (12:45) | Waczyński 15                            | Pont      | Vilhjálmsson 16 | Hartwall Arena, Helsinki Nézőszám: 3618 Játékvezetők: Petar Obradović (BIH), Alexey Davydov (RUS), Mārtiņš Kozlovskis (LAT) |
| 2017. szeptember 2. 13:45 (12:45) | Ponitka 10                              | Lepattanó | Bæringsson 8    | Hartwall Arena, Helsinki Nézőszám: 3618 Játékvezetők: Petar Obradović (BIH), Alexey Davydov (RUS), Mārtiņš Kozlovskis (LAT) |
| 2017. szeptember 2. 13:45 (12:45) | Koszarek 5                              | Gólpassz  | Friðriksson 3   | Hartwall Arena, Helsinki Nézőszám: 3618 Játékvezetők: Petar Obradović (BIH), Alexey Davydov (RUS), Mārtiņš Kozlovskis (LAT) |

| 2017. szeptember 2. 16:30 (15:30) | Görögország                              | 87–95     | Franciaország          | Hartwall Arena, Helsinki Nézőszám: 5013 Játékvezetők: Cristiano Maranho (BRA), Antonio Conde (ESP), Takaki Kato (JPN) |
| 2017. szeptember 2. 16:30 (15:30) | (15–27, 21–28, 21–20, 30–20) Jegyzőkönyv |           |                        | Hartwall Arena, Helsinki Nézőszám: 5013 Játékvezetők: Cristiano Maranho (BRA), Antonio Conde (ESP), Takaki Kato (JPN) |
| 2017. szeptember 2. 16:30 (15:30) | Printezis 22                             | Pont      | Fournier, Lauvergne 21 | Hartwall Arena, Helsinki Nézőszám: 5013 Játékvezetők: Cristiano Maranho (BRA), Antonio Conde (ESP), Takaki Kato (JPN) |
| 2017. szeptember 2. 16:30 (15:30) | Antetokúnmpo 6                           | Lepattanó | Lauvergne 11           | Hartwall Arena, Helsinki Nézőszám: 5013 Játékvezetők: Cristiano Maranho (BRA), Antonio Conde (ESP), Takaki Kato (JPN) |
| 2017. szeptember 2. 16:30 (15:30) | Sloukas 7                                | Gólpassz  | három játékos 4        | Hartwall Arena, Helsinki Nézőszám: 5013 Játékvezetők: Cristiano Maranho (BRA), Antonio Conde (ESP), Takaki Kato (JPN) |

| 2017. szeptember 2. 20:00 (19:00) | Finnország                               | 78–81     | Szlovénia | Hartwall Arena, Helsinki Nézőszám: 11 963 Játékvezetők: Aleksandar Glišić (SRB), Apostolos Kalpakas (SWE), Yener Yılmaz (TUR) |
| 2017. szeptember 2. 20:00 (19:00) | (22–22, 20–30, 21–13, 15–16) Jegyzőkönyv |           |           | Hartwall Arena, Helsinki Nézőszám: 11 963 Játékvezetők: Aleksandar Glišić (SRB), Apostolos Kalpakas (SWE), Yener Yılmaz (TUR) |
| 2017. szeptember 2. 20:00 (19:00) | Markkanen 24                             | Pont      | Dragić 29 | Hartwall Arena, Helsinki Nézőszám: 11 963 Játékvezetők: Aleksandar Glišić (SRB), Apostolos Kalpakas (SWE), Yener Yılmaz (TUR) |
| 2017. szeptember 2. 20:00 (19:00) | Huff 8                                   | Lepattanó | Dončić 8  | Hartwall Arena, Helsinki Nézőszám: 11 963 Játékvezetők: Aleksandar Glišić (SRB), Apostolos Kalpakas (SWE), Yener Yılmaz (TUR) |
| 2017. szeptember 2. 20:00 (19:00) | Koponen 9                                | Gólpassz  | Vidmar 6  | Hartwall Arena, Helsinki Nézőszám: 11 963 Játékvezetők: Aleksandar Glišić (SRB), Apostolos Kalpakas (SWE), Yener Yılmaz (TUR) |

| 2017. szeptember 3. 13:45 (12:45) | Franciaország                            | 115–79    | Izland         | Hartwall Arena, Helsinki Nézőszám: 3396 Játékvezetők: Takaki Kato (JPN), Apostolos Kalpakas (SWE), Arnis Ozols (LAT) |
| 2017. szeptember 3. 13:45 (12:45) | (29–25, 20–17, 37–14, 29–23) Jegyzőkönyv |           |                | Hartwall Arena, Helsinki Nézőszám: 3396 Játékvezetők: Takaki Kato (JPN), Apostolos Kalpakas (SWE), Arnis Ozols (LAT) |
| 2017. szeptember 3. 13:45 (12:45) | De Colo 16                               | Pont      | Stefánsson 23  | Hartwall Arena, Helsinki Nézőszám: 3396 Játékvezetők: Takaki Kato (JPN), Apostolos Kalpakas (SWE), Arnis Ozols (LAT) |
| 2017. szeptember 3. 13:45 (12:45) | Heurtel 6                                | Lepattanó | Acox 7         | Hartwall Arena, Helsinki Nézőszám: 3396 Játékvezetők: Takaki Kato (JPN), Apostolos Kalpakas (SWE), Arnis Ozols (LAT) |
| 2017. szeptember 3. 13:45 (12:45) | Heurtel 6                                | Gólpassz  | Vilhjálmsson 6 | Hartwall Arena, Helsinki Nézőszám: 3396 Játékvezetők: Takaki Kato (JPN), Apostolos Kalpakas (SWE), Arnis Ozols (LAT) |

| 2017. szeptember 3. 16:30 (15:30) | Szlovénia                                | 78–72     | Görögország  | Hartwall Arena, Helsinki Nézőszám: 4099 Játékvezetők: Cristiano Maranho (BRA), Antonio Conde (ESP), Mārtiņš Kozlovskis (LAT) |
| 2017. szeptember 3. 16:30 (15:30) | (23–13, 12–17, 17–28, 26–14) Jegyzőkönyv |           |              | Hartwall Arena, Helsinki Nézőszám: 4099 Játékvezetők: Cristiano Maranho (BRA), Antonio Conde (ESP), Mārtiņš Kozlovskis (LAT) |
| 2017. szeptember 3. 16:30 (15:30) | Dončić 22                                | Pont      | Sloukas 18   | Hartwall Arena, Helsinki Nézőszám: 4099 Játékvezetők: Cristiano Maranho (BRA), Antonio Conde (ESP), Mārtiņš Kozlovskis (LAT) |
| 2017. szeptember 3. 16:30 (15:30) | Vidmar 9                                 | Lepattanó | Printezis 10 | Hartwall Arena, Helsinki Nézőszám: 4099 Játékvezetők: Cristiano Maranho (BRA), Antonio Conde (ESP), Mārtiņš Kozlovskis (LAT) |
| 2017. szeptember 3. 16:30 (15:30) | Dragić 4                                 | Gólpassz  | Sloukas 6    | Hartwall Arena, Helsinki Nézőszám: 4099 Játékvezetők: Cristiano Maranho (BRA), Antonio Conde (ESP), Mārtiņš Kozlovskis (LAT) |

| 2017. szeptember 3. 20:00 (19:00) | Finnország                                           | 90–87 (h. u.) | Lengyelország | Hartwall Arena, Helsinki Nézőszám: 11 360 Játékvezetők: Aleksandar Glišić (SRB), Alexey Davydov (RUS), Petar Obradović (BIH) |
| 2017. szeptember 3. 20:00 (19:00) | (18–8, 18–24, 16–20, 14–14, 12–12, 12–9) Jegyzőkönyv |               |               | Hartwall Arena, Helsinki Nézőszám: 11 360 Játékvezetők: Aleksandar Glišić (SRB), Alexey Davydov (RUS), Petar Obradović (BIH) |
| 2017. szeptember 3. 20:00 (19:00) | Markkanen 27                                         | Pont          | Waczyński 18  | Hartwall Arena, Helsinki Nézőszám: 11 360 Játékvezetők: Aleksandar Glišić (SRB), Alexey Davydov (RUS), Petar Obradović (BIH) |
| 2017. szeptember 3. 20:00 (19:00) | Markkanen 9                                          | Lepattanó     | Kulig 7       | Hartwall Arena, Helsinki Nézőszám: 11 360 Játékvezetők: Aleksandar Glišić (SRB), Alexey Davydov (RUS), Petar Obradović (BIH) |
| 2017. szeptember 3. 20:00 (19:00) | Koponen 7                                            | Gólpassz      | Koszarek 4    | Hartwall Arena, Helsinki Nézőszám: 11 360 Játékvezetők: Aleksandar Glišić (SRB), Alexey Davydov (RUS), Petar Obradović (BIH) |

| 2017. szeptember 5. 13:45 (12:45) | Izland                                   | 75–102    | Szlovénia | Hartwall Arena, Helsinki Nézőszám: 1531 Játékvezetők: Aleksandar Glišić (SRB), Zafer Yılmaz (TUR), Apostolos Kalpakas (SWE) |
| 2017. szeptember 5. 13:45 (12:45) | (25–23, 18–37, 16–21, 16–21) Jegyzőkönyv |           |           | Hartwall Arena, Helsinki Nézőszám: 1531 Játékvezetők: Aleksandar Glišić (SRB), Zafer Yılmaz (TUR), Apostolos Kalpakas (SWE) |
| 2017. szeptember 5. 13:45 (12:45) | Hermannsson 18                           | Pont      | Dragić 21 | Hartwall Arena, Helsinki Nézőszám: 1531 Játékvezetők: Aleksandar Glišić (SRB), Zafer Yılmaz (TUR), Apostolos Kalpakas (SWE) |
| 2017. szeptember 5. 13:45 (12:45) | Ermolinskij 6                            | Lepattanó | Dončić 7  | Hartwall Arena, Helsinki Nézőszám: 1531 Játékvezetők: Aleksandar Glišić (SRB), Zafer Yılmaz (TUR), Apostolos Kalpakas (SWE) |
| 2017. szeptember 5. 13:45 (12:45) | Hermannsson 4                            | Gólpassz  | Vidmar 6  | Hartwall Arena, Helsinki Nézőszám: 1531 Játékvezetők: Aleksandar Glišić (SRB), Zafer Yılmaz (TUR), Apostolos Kalpakas (SWE) |

| 2017. szeptember 5. 16:30 (15:30) | Lengyelország                            | 75–78     | Franciaország | Hartwall Arena, Helsinki Nézőszám: 1868 Játékvezetők: Antonio Conde (ESP), Alexey Davydov (RUS), Arnis Ozols (LAT) |
| 2017. szeptember 5. 16:30 (15:30) | (20–13, 14–13, 18–25, 23–27) Jegyzőkönyv |           |               | Hartwall Arena, Helsinki Nézőszám: 1868 Játékvezetők: Antonio Conde (ESP), Alexey Davydov (RUS), Arnis Ozols (LAT) |
| 2017. szeptember 5. 16:30 (15:30) | Waczyński 15                             | Pont      | Heurtel 23    | Hartwall Arena, Helsinki Nézőszám: 1868 Játékvezetők: Antonio Conde (ESP), Alexey Davydov (RUS), Arnis Ozols (LAT) |
| 2017. szeptember 5. 16:30 (15:30) | Kulig 8                                  | Lepattanó | Lauvergne 11  | Hartwall Arena, Helsinki Nézőszám: 1868 Játékvezetők: Antonio Conde (ESP), Alexey Davydov (RUS), Arnis Ozols (LAT) |
| 2017. szeptember 5. 16:30 (15:30) | Waczyński, Koszarek 4                    | Gólpassz  | Heurtel 6     | Hartwall Arena, Helsinki Nézőszám: 1868 Játékvezetők: Antonio Conde (ESP), Alexey Davydov (RUS), Arnis Ozols (LAT) |

| 2017. szeptember 5. 20:00 (19:00) | Görögország                              | 77–89     | Finnország  | Hartwall Arena, Helsinki Nézőszám: 12 327 Játékvezetők: Takaki Kato (JPN), Petar Obradović (BIH), Mārtiņš Kozlovskis (LAT) |
| 2017. szeptember 5. 20:00 (19:00) | (14–23, 19–22, 19–22, 25–22) Jegyzőkönyv |           |             | Hartwall Arena, Helsinki Nézőszám: 12 327 Játékvezetők: Takaki Kato (JPN), Petar Obradović (BIH), Mārtiņš Kozlovskis (LAT) |
| 2017. szeptember 5. 20:00 (19:00) | Antetokúnmpo 17                          | Pont      | Koponen 24  | Hartwall Arena, Helsinki Nézőszám: 12 327 Játékvezetők: Takaki Kato (JPN), Petar Obradović (BIH), Mārtiņš Kozlovskis (LAT) |
| 2017. szeptember 5. 20:00 (19:00) | Agravanis 6                              | Lepattanó | Markkanen 6 | Hartwall Arena, Helsinki Nézőszám: 12 327 Játékvezetők: Takaki Kato (JPN), Petar Obradović (BIH), Mārtiņš Kozlovskis (LAT) |
| 2017. szeptember 5. 20:00 (19:00) | Calathes 5                               | Gólpassz  | Koponen 6   | Hartwall Arena, Helsinki Nézőszám: 12 327 Játékvezetők: Takaki Kato (JPN), Petar Obradović (BIH), Mārtiņš Kozlovskis (LAT) |

| 2017. szeptember 6. 14:45 (13:45) | Szlovénia                                | 95–78     | Franciaország   | Hartwall Arena, Helsinki Nézőszám: 3166 Játékvezetők: Antonio Conde (ESP), Takaki Kato (JPN), Mārtiņš Kozlovskis (LAT) |
| 2017. szeptember 6. 14:45 (13:45) | (28–22, 24–13, 25–16, 18–27) Jegyzőkönyv |           |                 | Hartwall Arena, Helsinki Nézőszám: 3166 Játékvezetők: Antonio Conde (ESP), Takaki Kato (JPN), Mārtiņš Kozlovskis (LAT) |
| 2017. szeptember 6. 14:45 (13:45) | Dragić 22                                | Pont      | De Colo 16      | Hartwall Arena, Helsinki Nézőszám: 3166 Játékvezetők: Antonio Conde (ESP), Takaki Kato (JPN), Mārtiņš Kozlovskis (LAT) |
| 2017. szeptember 6. 14:45 (13:45) | Dončić 9                                 | Lepattanó | három játékos 5 | Hartwall Arena, Helsinki Nézőszám: 3166 Játékvezetők: Antonio Conde (ESP), Takaki Kato (JPN), Mārtiņš Kozlovskis (LAT) |
| 2017. szeptember 6. 14:45 (13:45) | Dragić 8                                 | Gólpassz  | Heurtel 5       | Hartwall Arena, Helsinki Nézőszám: 3166 Játékvezetők: Antonio Conde (ESP), Takaki Kato (JPN), Mārtiņš Kozlovskis (LAT) |

| 2017. szeptember 6. 17:30 (16:30) | Görögország                              | 95–77     | Lengyelország | Hartwall Arena, Helsinki Nézőszám: 3666 Játékvezetők: Cristiano Maranho (BRA), Aleksandar Glišić (SRB), Petar Obradović (BIH) |
| 2017. szeptember 6. 17:30 (16:30) | (23–29, 26–14, 21–24, 25–10) Jegyzőkönyv |           |               | Hartwall Arena, Helsinki Nézőszám: 3666 Játékvezetők: Cristiano Maranho (BRA), Aleksandar Glišić (SRB), Petar Obradović (BIH) |
| 2017. szeptember 6. 17:30 (16:30) | Sloukas 26                               | Pont      | Kulig 26      | Hartwall Arena, Helsinki Nézőszám: 3666 Játékvezetők: Cristiano Maranho (BRA), Aleksandar Glišić (SRB), Petar Obradović (BIH) |
| 2017. szeptember 6. 17:30 (16:30) | Papagiannis 8                            | Lepattanó | Kulig 7       | Hartwall Arena, Helsinki Nézőszám: 3666 Játékvezetők: Cristiano Maranho (BRA), Aleksandar Glišić (SRB), Petar Obradović (BIH) |
| 2017. szeptember 6. 17:30 (16:30) | Calathes 10                              | Gólpassz  | Koszarek 9    | Hartwall Arena, Helsinki Nézőszám: 3666 Játékvezetők: Cristiano Maranho (BRA), Aleksandar Glišić (SRB), Petar Obradović (BIH) |

| 2017. szeptember 6. 20:45 (19:45) | Finnország                               | 83–79     | Izland                     | Hartwall Arena, Helsinki Nézőszám: 12 037 Játékvezetők: Zafer Yılmaz (TUR), Alexey Davydov (RUS), Apostolos Kalpakas (SWE) |
| 2017. szeptember 6. 20:45 (19:45) | (24–18, 18–22, 10–19, 31–20) Jegyzőkönyv |           |                            | Hartwall Arena, Helsinki Nézőszám: 12 037 Játékvezetők: Zafer Yılmaz (TUR), Alexey Davydov (RUS), Apostolos Kalpakas (SWE) |
| 2017. szeptember 6. 20:45 (19:45) | Markkanen 23                             | Pont      | Stefánsson 13              | Hartwall Arena, Helsinki Nézőszám: 12 037 Játékvezetők: Zafer Yılmaz (TUR), Alexey Davydov (RUS), Apostolos Kalpakas (SWE) |
| 2017. szeptember 6. 20:45 (19:45) | Lee 8                                    | Lepattanó | Hermannsson, Ermolinskij 5 | Hartwall Arena, Helsinki Nézőszám: 12 037 Játékvezetők: Zafer Yılmaz (TUR), Alexey Davydov (RUS), Apostolos Kalpakas (SWE) |
| 2017. szeptember 6. 20:45 (19:45) | Koponen 4                                | Gólpassz  | három játékos 5            | Hartwall Arena, Helsinki Nézőszám: 12 037 Játékvezetők: Zafer Yılmaz (TUR), Alexey Davydov (RUS), Apostolos Kalpakas (SWE) |

### B csoport (Tel-Aviv)
| Hely. | Csapat      | M | Gy | V | P+  | P–  | Pk  | P | Továbbjutás                                |
| ----- | ----------- | - | -- | - | --- | --- | --- | - | ------------------------------------------ |
| 1.    | Litvánia    | 5 | 4  | 1 | 426 | 359 | +67 | 9 | Továbbjutott az egyenes kieséses szakaszba |
| 2.    | Németország | 5 | 3  | 2 | 355 | 346 | +9  | 8 | Továbbjutott az egyenes kieséses szakaszba |
| 3.    | Olaszország | 5 | 3  | 2 | 346 | 322 | +24 | 8 | Továbbjutott az egyenes kieséses szakaszba |
| 4.    | Ukrajna     | 5 | 2  | 3 | 367 | 392 | −25 | 7 | Továbbjutott az egyenes kieséses szakaszba |
| 5.    | Grúzia      | 5 | 2  | 3 | 390 | 394 | −4  | 7 |                                            |
| 6.    | Izrael (R)  | 5 | 1  | 4 | 358 | 429 | −71 | 6 |                                            |

1. 1 2  Németország 61–55 Olaszország
2. 1 2  Ukrajna 88–81 Grúzia

| 2017. augusztus 31. 15:45 (14:45) | Németország                             | 75–63     | Ukrajna    | Tel Aviv Arena, Tel-Aviv Nézőszám: 1363 Játékvezetők: Ademir Zurapović (BIH), Saša Maričić (SRB), Ventsislav Velikov (BUL) |
| 2017. augusztus 31. 15:45 (14:45) | (9–16, 30–17, 19–14, 17–16) Jegyzőkönyv |           |            | Tel Aviv Arena, Tel-Aviv Nézőszám: 1363 Játékvezetők: Ademir Zurapović (BIH), Saša Maričić (SRB), Ventsislav Velikov (BUL) |
| 2017. augusztus 31. 15:45 (14:45) | Schröder 32                             | Pont      | Mishula 12 | Tel Aviv Arena, Tel-Aviv Nézőszám: 1363 Játékvezetők: Ademir Zurapović (BIH), Saša Maričić (SRB), Ventsislav Velikov (BUL) |
| 2017. augusztus 31. 15:45 (14:45) | Theis 8                                 | Lepattanó | Lypovyy 6  | Tel Aviv Arena, Tel-Aviv Nézőszám: 1363 Játékvezetők: Ademir Zurapović (BIH), Saša Maričić (SRB), Ventsislav Velikov (BUL) |
| 2017. augusztus 31. 15:45 (14:45) | Schröder 7                              | Gólpassz  | Lypovyy 7  | Tel Aviv Arena, Tel-Aviv Nézőszám: 1363 Játékvezetők: Ademir Zurapović (BIH), Saša Maričić (SRB), Ventsislav Velikov (BUL) |

| 2017. augusztus 31. 18:30 (17:30) | Litvánia                                 | 77–79     | Grúzia       | Tel Aviv Arena, Tel-Aviv Nézőszám: 2088 Játékvezetők: Leandro Lezcano (ARG), Marius Ciulin (ROU), Yener Yılmaz (TUR) |
| 2017. augusztus 31. 18:30 (17:30) | (18–18, 21–16, 18–25, 20–20) Jegyzőkönyv |           |              | Tel Aviv Arena, Tel-Aviv Nézőszám: 2088 Játékvezetők: Leandro Lezcano (ARG), Marius Ciulin (ROU), Yener Yılmaz (TUR) |
| 2017. augusztus 31. 18:30 (17:30) | Kuzminskas 18                            | Pont      | Shengelia 29 | Tel Aviv Arena, Tel-Aviv Nézőszám: 2088 Játékvezetők: Leandro Lezcano (ARG), Marius Ciulin (ROU), Yener Yılmaz (TUR) |
| 2017. augusztus 31. 18:30 (17:30) | Valančiūnas 9                            | Lepattanó | Pachulia 10  | Tel Aviv Arena, Tel-Aviv Nézőszám: 2088 Játékvezetők: Leandro Lezcano (ARG), Marius Ciulin (ROU), Yener Yılmaz (TUR) |
| 2017. augusztus 31. 18:30 (17:30) | Kalnietis 4                              | Gólpassz  | Dixon Jr. 7  | Tel Aviv Arena, Tel-Aviv Nézőszám: 2088 Játékvezetők: Leandro Lezcano (ARG), Marius Ciulin (ROU), Yener Yılmaz (TUR) |

| 2017. augusztus 31. 21:30 (20:30) | Olaszország                            | 69–48     | Izrael    | Tel Aviv Arena, Tel-Aviv Nézőszám: 9347 Játékvezetők: Vicente Bultó (ESP), Jorge Vázquez (PUR), Gentian Cici (ALB) |
| 2017. augusztus 31. 21:30 (20:30) | (21–15, 15–17, 15–9, 18–7) Jegyzőkönyv |           |           | Tel Aviv Arena, Tel-Aviv Nézőszám: 9347 Játékvezetők: Vicente Bultó (ESP), Jorge Vázquez (PUR), Gentian Cici (ALB) |
| 2017. augusztus 31. 21:30 (20:30) | Belinelli 18                           | Pont      | Casspi 18 | Tel Aviv Arena, Tel-Aviv Nézőszám: 9347 Játékvezetők: Vicente Bultó (ESP), Jorge Vázquez (PUR), Gentian Cici (ALB) |
| 2017. augusztus 31. 21:30 (20:30) | Melli 10                               | Lepattanó | Casspi 9  | Tel Aviv Arena, Tel-Aviv Nézőszám: 9347 Játékvezetők: Vicente Bultó (ESP), Jorge Vázquez (PUR), Gentian Cici (ALB) |
| 2017. augusztus 31. 21:30 (20:30) | Hackett 5                              | Gólpassz  | Ohayon 4  | Tel Aviv Arena, Tel-Aviv Nézőszám: 9347 Játékvezetők: Vicente Bultó (ESP), Jorge Vázquez (PUR), Gentian Cici (ALB) |

| 2017. szeptember 2. 15:45 (14:45) | Grúzia                                  | 57–67     | Németország | Tel Aviv Arena, Tel-Aviv Nézőszám: 2285 Játékvezetők: Vicente Bultó (ESP), Gentian Cici (ALB), Saša Maričić (SRB) |
| 2017. szeptember 2. 15:45 (14:45) | (19–19, 17–22, 16–14, 5–12) Jegyzőkönyv |           |             | Tel Aviv Arena, Tel-Aviv Nézőszám: 2285 Játékvezetők: Vicente Bultó (ESP), Gentian Cici (ALB), Saša Maričić (SRB) |
| 2017. szeptember 2. 15:45 (14:45) | Pachulia 14                             | Pont      | Schröder 23 | Tel Aviv Arena, Tel-Aviv Nézőszám: 2285 Játékvezetők: Vicente Bultó (ESP), Gentian Cici (ALB), Saša Maričić (SRB) |
| 2017. szeptember 2. 15:45 (14:45) | Pachulia 8                              | Lepattanó | Barthel 7   | Tel Aviv Arena, Tel-Aviv Nézőszám: 2285 Játékvezetők: Vicente Bultó (ESP), Gentian Cici (ALB), Saša Maričić (SRB) |
| 2017. szeptember 2. 15:45 (14:45) | Dixon 5                                 | Gólpassz  | Lô 3        | Tel Aviv Arena, Tel-Aviv Nézőszám: 2285 Játékvezetők: Vicente Bultó (ESP), Gentian Cici (ALB), Saša Maričić (SRB) |

| 2017. szeptember 2. 18:30 (17:30) | Ukrajna                                  | 66–78     | Olaszország  | Tel Aviv Arena, Tel-Aviv Nézőszám: 1666 Játékvezetők: Jorge Vázquez (PUR), Marius Ciulin (ROU), Zafer Yılmaz (TUR) |
| 2017. szeptember 2. 18:30 (17:30) | (19–16, 14–27, 15–16, 18–19) Jegyzőkönyv |           |              | Tel Aviv Arena, Tel-Aviv Nézőszám: 1666 Játékvezetők: Jorge Vázquez (PUR), Marius Ciulin (ROU), Zafer Yılmaz (TUR) |
| 2017. szeptember 2. 18:30 (17:30) | Pustovyi 21                              | Pont      | Belinelli 26 | Tel Aviv Arena, Tel-Aviv Nézőszám: 1666 Játékvezetők: Jorge Vázquez (PUR), Marius Ciulin (ROU), Zafer Yılmaz (TUR) |
| 2017. szeptember 2. 18:30 (17:30) | Zaytsev 8                                | Lepattanó | Hackett 6    | Tel Aviv Arena, Tel-Aviv Nézőszám: 1666 Játékvezetők: Jorge Vázquez (PUR), Marius Ciulin (ROU), Zafer Yılmaz (TUR) |
| 2017. szeptember 2. 18:30 (17:30) | Lukashov 6                               | Gólpassz  | Hackett 7    | Tel Aviv Arena, Tel-Aviv Nézőszám: 1666 Játékvezetők: Jorge Vázquez (PUR), Marius Ciulin (ROU), Zafer Yılmaz (TUR) |

| 2017. szeptember 2. 21:30 (20:30) | Izrael                                   | 73–88     | Litvánia       | Tel Aviv Arena, Tel-Aviv Nézőszám: 9926 Játékvezetők: Leandro Lezcano (ARG), Radomir Vojinović (MNE), Ademir Zurapović (BIH) |
| 2017. szeptember 2. 21:30 (20:30) | (23–19, 14–19, 14–33, 22–17) Jegyzőkönyv |           |                | Tel Aviv Arena, Tel-Aviv Nézőszám: 9926 Játékvezetők: Leandro Lezcano (ARG), Radomir Vojinović (MNE), Ademir Zurapović (BIH) |
| 2017. szeptember 2. 21:30 (20:30) | Howell 20                                | Pont      | Ulanovas 18    | Tel Aviv Arena, Tel-Aviv Nézőszám: 9926 Játékvezetők: Leandro Lezcano (ARG), Radomir Vojinović (MNE), Ademir Zurapović (BIH) |
| 2017. szeptember 2. 21:30 (20:30) | Casspi 5                                 | Lepattanó | Valančiūnas 10 | Tel Aviv Arena, Tel-Aviv Nézőszám: 9926 Játékvezetők: Leandro Lezcano (ARG), Radomir Vojinović (MNE), Ademir Zurapović (BIH) |
| 2017. szeptember 2. 21:30 (20:30) | Mekel 4                                  | Gólpassz  | Mačiulis 5     | Tel Aviv Arena, Tel-Aviv Nézőszám: 9926 Játékvezetők: Leandro Lezcano (ARG), Radomir Vojinović (MNE), Ademir Zurapović (BIH) |

| 2017. szeptember 3. 15:45 (14:45) | Grúzia                                   | 81–88     | Ukrajna     | Tel Aviv Arena, Tel-Aviv Nézőszám: 1167 Játékvezetők: Leandro Lezcano (ARG), Saša Maričić (SRB), Radomir Vojinović (MNE) |
| 2017. szeptember 3. 15:45 (14:45) | (20–21, 18–30, 25–16, 18–21) Jegyzőkönyv |           |             | Tel Aviv Arena, Tel-Aviv Nézőszám: 1167 Játékvezetők: Leandro Lezcano (ARG), Saša Maričić (SRB), Radomir Vojinović (MNE) |
| 2017. szeptember 3. 15:45 (14:45) | Pachulia, Shermadini 17                  | Pont      | Pustovyi 19 | Tel Aviv Arena, Tel-Aviv Nézőszám: 1167 Játékvezetők: Leandro Lezcano (ARG), Saša Maričić (SRB), Radomir Vojinović (MNE) |
| 2017. szeptember 3. 15:45 (14:45) | Pachulia, Shengelia 5                    | Lepattanó | Pustovyi 7  | Tel Aviv Arena, Tel-Aviv Nézőszám: 1167 Játékvezetők: Leandro Lezcano (ARG), Saša Maričić (SRB), Radomir Vojinović (MNE) |
| 2017. szeptember 3. 15:45 (14:45) | Shengelia 7                              | Gólpassz  | Lukashov 11 | Tel Aviv Arena, Tel-Aviv Nézőszám: 1167 Játékvezetők: Leandro Lezcano (ARG), Saša Maričić (SRB), Radomir Vojinović (MNE) |

| 2017. szeptember 3. 18:30 (17:30) | Litvánia                                | 78–73     | Olaszország | Tel Aviv Arena, Tel-Aviv Nézőszám: 2680 Játékvezetők: Vicente Bultó (ESP), Gentian Cici (ALB), Ademir Zurapović (BIH) |
| 2017. szeptember 3. 18:30 (17:30) | (23–23, 18–9, 16–17, 21–24) Jegyzőkönyv |           |             | Tel Aviv Arena, Tel-Aviv Nézőszám: 2680 Játékvezetők: Vicente Bultó (ESP), Gentian Cici (ALB), Ademir Zurapović (BIH) |
| 2017. szeptember 3. 18:30 (17:30) | Juškevičius 20                          | Pont      | Datome 24   | Tel Aviv Arena, Tel-Aviv Nézőszám: 2680 Játékvezetők: Vicente Bultó (ESP), Gentian Cici (ALB), Ademir Zurapović (BIH) |
| 2017. szeptember 3. 18:30 (17:30) | Valančiūnas 8                           | Lepattanó | Cusin 4     | Tel Aviv Arena, Tel-Aviv Nézőszám: 2680 Játékvezetők: Vicente Bultó (ESP), Gentian Cici (ALB), Ademir Zurapović (BIH) |
| 2017. szeptember 3. 18:30 (17:30) | Kalnietis 8                             | Gólpassz  | Filloy 5    | Tel Aviv Arena, Tel-Aviv Nézőszám: 2680 Játékvezetők: Vicente Bultó (ESP), Gentian Cici (ALB), Ademir Zurapović (BIH) |

| 2017. szeptember 3. 21:30 (20:30) | Németország                              | 80–82     | Izrael    | Tel Aviv Arena, Tel-Aviv Nézőszám: 8843 Játékvezetők: Jorge Vázquez (PUR), Ventsislav Velikov (BUL), Yener Yılmaz (TUR) |
| 2017. szeptember 3. 21:30 (20:30) | (18–23, 25–20, 26–14, 11–25) Jegyzőkönyv |           |           | Tel Aviv Arena, Tel-Aviv Nézőszám: 8843 Játékvezetők: Jorge Vázquez (PUR), Ventsislav Velikov (BUL), Yener Yılmaz (TUR) |
| 2017. szeptember 3. 21:30 (20:30) | Schröder 20                              | Pont      | Howell 23 | Tel Aviv Arena, Tel-Aviv Nézőszám: 8843 Játékvezetők: Jorge Vázquez (PUR), Ventsislav Velikov (BUL), Yener Yılmaz (TUR) |
| 2017. szeptember 3. 21:30 (20:30) | Theis 15                                 | Lepattanó | Casspi 11 | Tel Aviv Arena, Tel-Aviv Nézőszám: 8843 Játékvezetők: Jorge Vázquez (PUR), Ventsislav Velikov (BUL), Yener Yılmaz (TUR) |
| 2017. szeptember 3. 21:30 (20:30) | Schröder 7                               | Gólpassz  | Mekel 4   | Tel Aviv Arena, Tel-Aviv Nézőszám: 8843 Játékvezetők: Jorge Vázquez (PUR), Ventsislav Velikov (BUL), Yener Yılmaz (TUR) |

| 2017. szeptember 5. 15:45 (14:45) | Ukrajna                                  | 62–94     | Litvánia       | Tel Aviv Arena, Tel-Aviv Nézőszám: 1331 Játékvezetők: Leandro Lezcano (ARG), Marius Ciulin (ROU), Ventsislav Velikov (BUL) |
| 2017. szeptember 5. 15:45 (14:45) | (10-27, 20-17, 17-28, 15-22) Jegyzőkönyv |           |                | Tel Aviv Arena, Tel-Aviv Nézőszám: 1331 Játékvezetők: Leandro Lezcano (ARG), Marius Ciulin (ROU), Ventsislav Velikov (BUL) |
| 2017. szeptember 5. 15:45 (14:45) | Pustovyi 29                              | Pont      | Valančiūnas 22 | Tel Aviv Arena, Tel-Aviv Nézőszám: 1331 Játékvezetők: Leandro Lezcano (ARG), Marius Ciulin (ROU), Ventsislav Velikov (BUL) |
| 2017. szeptember 5. 15:45 (14:45) | Korniyenko 9                             | Lepattanó | Valančiūnas 14 | Tel Aviv Arena, Tel-Aviv Nézőszám: 1331 Játékvezetők: Leandro Lezcano (ARG), Marius Ciulin (ROU), Ventsislav Velikov (BUL) |
| 2017. szeptember 5. 15:45 (14:45) | Lypovyy 5                                | Gólpassz  | Kalnietis 11   | Tel Aviv Arena, Tel-Aviv Nézőszám: 1331 Játékvezetők: Leandro Lezcano (ARG), Marius Ciulin (ROU), Ventsislav Velikov (BUL) |

| 2017. szeptember 5. 18:30 (17:30) | Olaszország                             | 55–61     | Németország | Tel Aviv Arena, Tel-Aviv Nézőszám: 2250 Játékvezetők: Vicente Bultó (ESP), Saša Maričić (SRB), Gentian Cici (ALB) |
| 2017. szeptember 5. 18:30 (17:30) | (17–16, 12–13, 9–14, 17–18) Jegyzőkönyv |           |             | Tel Aviv Arena, Tel-Aviv Nézőszám: 2250 Játékvezetők: Vicente Bultó (ESP), Saša Maričić (SRB), Gentian Cici (ALB) |
| 2017. szeptember 5. 18:30 (17:30) | Filloy 15                               | Pont      | Schröder 17 | Tel Aviv Arena, Tel-Aviv Nézőszám: 2250 Játékvezetők: Vicente Bultó (ESP), Saša Maričić (SRB), Gentian Cici (ALB) |
| 2017. szeptember 5. 18:30 (17:30) | Datome 7                                | Lepattanó | Voigtmann 7 | Tel Aviv Arena, Tel-Aviv Nézőszám: 2250 Játékvezetők: Vicente Bultó (ESP), Saša Maričić (SRB), Gentian Cici (ALB) |
| 2017. szeptember 5. 18:30 (17:30) | Belinelli, Melli 2                      | Gólpassz  | Voigtmann 5 | Tel Aviv Arena, Tel-Aviv Nézőszám: 2250 Játékvezetők: Vicente Bultó (ESP), Saša Maričić (SRB), Gentian Cici (ALB) |

| 2017. szeptember 5. 21:30 (20:30) | Izrael                                         | 91–104 (h. u.) | Grúzia       | Tel Aviv Arena, Tel-Aviv Nézőszám: 9046 Játékvezetők: Ademir Zurapović (BIH), Yener Yılmaz (TUR), Radomir Vojinović (MNE) |
| 2017. szeptember 5. 21:30 (20:30) | (22–21, 27–26, 21–20, 19–22, 2–15) Jegyzőkönyv |                |              | Tel Aviv Arena, Tel-Aviv Nézőszám: 9046 Játékvezetők: Ademir Zurapović (BIH), Yener Yılmaz (TUR), Radomir Vojinović (MNE) |
| 2017. szeptember 5. 21:30 (20:30) | Mekel 23                                       | Pont           | Shengelia 25 | Tel Aviv Arena, Tel-Aviv Nézőszám: 9046 Játékvezetők: Ademir Zurapović (BIH), Yener Yılmaz (TUR), Radomir Vojinović (MNE) |
| 2017. szeptember 5. 21:30 (20:30) | Casspi 6                                       | Lepattanó      | Shengelia 19 | Tel Aviv Arena, Tel-Aviv Nézőszám: 9046 Játékvezetők: Ademir Zurapović (BIH), Yener Yılmaz (TUR), Radomir Vojinović (MNE) |
| 2017. szeptember 5. 21:30 (20:30) | Eliyahu 6                                      | Gólpassz       | Dixon 7      | Tel Aviv Arena, Tel-Aviv Nézőszám: 9046 Játékvezetők: Ademir Zurapović (BIH), Yener Yılmaz (TUR), Radomir Vojinović (MNE) |

| 2017. szeptember 6. 12:45 (13:45) | Németország                              | 72–89     | Litvánia       | Tel Aviv Arena, Tel-Aviv Nézőszám: 1680 Játékvezetők: Vicente Bultó (ESP), Gentian Cici (ALB), Ademir Zurapović (BIH) |
| 2017. szeptember 6. 12:45 (13:45) | (19–23, 24–24, 17–25, 12–17) Jegyzőkönyv |           |                | Tel Aviv Arena, Tel-Aviv Nézőszám: 1680 Játékvezetők: Vicente Bultó (ESP), Gentian Cici (ALB), Ademir Zurapović (BIH) |
| 2017. szeptember 6. 12:45 (13:45) | Schröder 26                              | Pont      | Valančiūnas 27 | Tel Aviv Arena, Tel-Aviv Nézőszám: 1680 Játékvezetők: Vicente Bultó (ESP), Gentian Cici (ALB), Ademir Zurapović (BIH) |
| 2017. szeptember 6. 12:45 (13:45) | Tadda 8                                  | Lepattanó | Valančiūnas 15 | Tel Aviv Arena, Tel-Aviv Nézőszám: 1680 Játékvezetők: Vicente Bultó (ESP), Gentian Cici (ALB), Ademir Zurapović (BIH) |
| 2017. szeptember 6. 12:45 (13:45) | Tadda 6                                  | Gólpassz  | Kalnietis 9    | Tel Aviv Arena, Tel-Aviv Nézőszám: 1680 Játékvezetők: Vicente Bultó (ESP), Gentian Cici (ALB), Ademir Zurapović (BIH) |

| 2017. szeptember 6. 17:30 (16:30) | Grúzia                                   | 69–71     | Olaszország      | Tel Aviv Arena, Tel-Aviv Nézőszám: 1746 Játékvezetők: Jorge Vázquez (PUR), Saša Maričić (SRB), Radomir Vojinović (MNE) |
| 2017. szeptember 6. 17:30 (16:30) | (10–27, 20–11, 17–20, 22–13) Jegyzőkönyv |           |                  | Tel Aviv Arena, Tel-Aviv Nézőszám: 1746 Játékvezetők: Jorge Vázquez (PUR), Saša Maričić (SRB), Radomir Vojinović (MNE) |
| 2017. szeptember 6. 17:30 (16:30) | Dixon 29                                 | Pont      | Belinelli 15     | Tel Aviv Arena, Tel-Aviv Nézőszám: 1746 Játékvezetők: Jorge Vázquez (PUR), Saša Maričić (SRB), Radomir Vojinović (MNE) |
| 2017. szeptember 6. 17:30 (16:30) | Pachulia 12                              | Lepattanó | Aradori, Cusin 7 | Tel Aviv Arena, Tel-Aviv Nézőszám: 1746 Játékvezetők: Jorge Vázquez (PUR), Saša Maričić (SRB), Radomir Vojinović (MNE) |
| 2017. szeptember 6. 17:30 (16:30) | három játékos 2                          | Gólpassz  | Datome, Filloy 4 | Tel Aviv Arena, Tel-Aviv Nézőszám: 1746 Játékvezetők: Jorge Vázquez (PUR), Saša Maričić (SRB), Radomir Vojinović (MNE) |

| 2017. szeptember 6. 20:45 (19:45) | Izrael                                   | 64–88     | Ukrajna              | Tel Aviv Arena, Tel-Aviv Nézőszám: 5036 Játékvezetők: Leandro Lezcano (ARG), Marius Ciulin (ROU), Yener Yılmaz (TUR) |
| 2017. szeptember 6. 20:45 (19:45) | (16–19, 12–27, 11–25, 25–17) Jegyzőkönyv |           |                      | Tel Aviv Arena, Tel-Aviv Nézőszám: 5036 Játékvezetők: Leandro Lezcano (ARG), Marius Ciulin (ROU), Yener Yılmaz (TUR) |
| 2017. szeptember 6. 20:45 (19:45) | Eliyahu 12                               | Pont      | Kravtsov 17          | Tel Aviv Arena, Tel-Aviv Nézőszám: 5036 Játékvezetők: Leandro Lezcano (ARG), Marius Ciulin (ROU), Yener Yılmaz (TUR) |
| 2017. szeptember 6. 20:45 (19:45) | Eliyahu 5                                | Lepattanó | Kravtsov, Pustovyi 7 | Tel Aviv Arena, Tel-Aviv Nézőszám: 5036 Játékvezetők: Leandro Lezcano (ARG), Marius Ciulin (ROU), Yener Yılmaz (TUR) |
| 2017. szeptember 6. 20:45 (19:45) | Eliyahu 6                                | Gólpassz  | Lukashov 7           | Tel Aviv Arena, Tel-Aviv Nézőszám: 5036 Játékvezetők: Leandro Lezcano (ARG), Marius Ciulin (ROU), Yener Yılmaz (TUR) |

### C csoport (Kolozsvár)
| Hely. | Csapat        | M | Gy | V | P+  | P–  | Pk   | P  | Továbbjutás                                |
| ----- | ------------- | - | -- | - | --- | --- | ---- | -- | ------------------------------------------ |
| 1.    | Spanyolország | 5 | 5  | 0 | 449 | 303 | +146 | 10 | Továbbjutott az egyenes kieséses szakaszba |
| 2.    | Horvátország  | 5 | 4  | 1 | 397 | 336 | +61  | 9  | Továbbjutott az egyenes kieséses szakaszba |
| 3.    | Montenegró    | 5 | 3  | 2 | 378 | 367 | +11  | 8  | Továbbjutott az egyenes kieséses szakaszba |
| 4.    | Magyarország  | 5 | 2  | 3 | 335 | 370 | −35  | 7  | Továbbjutott az egyenes kieséses szakaszba |
| 5.    | Csehország    | 5 | 1  | 4 | 356 | 441 | −85  | 6  |                                            |
| 6.    | Románia (R)   | 5 | 0  | 5 | 316 | 414 | −98  | 5  |                                            |

| 2017. szeptember 1. 15:00 (14:00) | Magyarország                            | 58–67     | Horvátország  | Sala Polivalentă, Kolozsvár Nézőszám: 1580 Játékvezetők: Panajótisz Anasztopulosz (GRE), Nicolas Maestre (FRA), Markos Michaelides (SUI) |
| 2017. szeptember 1. 15:00 (14:00) | (20–20, 16–19, 17–13, 5–15) Jegyzőkönyv |           |               | Sala Polivalentă, Kolozsvár Nézőszám: 1580 Játékvezetők: Panajótisz Anasztopulosz (GRE), Nicolas Maestre (FRA), Markos Michaelides (SUI) |
| 2017. szeptember 1. 15:00 (14:00) | Perl 12                                 | Pont      | Bogdanović 23 | Sala Polivalentă, Kolozsvár Nézőszám: 1580 Játékvezetők: Panajótisz Anasztopulosz (GRE), Nicolas Maestre (FRA), Markos Michaelides (SUI) |
| 2017. szeptember 1. 15:00 (14:00) | Keller, Vojvoda 6                       | Lepattanó | Bogdanović 7  | Sala Polivalentă, Kolozsvár Nézőszám: 1580 Játékvezetők: Panajótisz Anasztopulosz (GRE), Nicolas Maestre (FRA), Markos Michaelides (SUI) |
| 2017. szeptember 1. 15:00 (14:00) | Hanga 4                                 | Gólpassz  | Ukić 4        | Sala Polivalentă, Kolozsvár Nézőszám: 1580 Játékvezetők: Panajótisz Anasztopulosz (GRE), Nicolas Maestre (FRA), Markos Michaelides (SUI) |

| 2017. szeptember 1. 17:45 (16:45) | Spanyolország                            | 99–60     | Montenegró         | Sala Polivalentă, Kolozsvár Nézőszám: 2300 Játékvezetők: Tolga Sahin (ITA), Christopher Reid (AUS), Yohan Rosso (FRA) |
| 2017. szeptember 1. 17:45 (16:45) | (26–14, 25–15, 19–15, 29–16) Jegyzőkönyv |           |                    | Sala Polivalentă, Kolozsvár Nézőszám: 2300 Játékvezetők: Tolga Sahin (ITA), Christopher Reid (AUS), Yohan Rosso (FRA) |
| 2017. szeptember 1. 17:45 (16:45) | W. Hernangómez 18                        | Pont      | Vučević 16         | Sala Polivalentă, Kolozsvár Nézőszám: 2300 Játékvezetők: Tolga Sahin (ITA), Christopher Reid (AUS), Yohan Rosso (FRA) |
| 2017. szeptember 1. 17:45 (16:45) | W. Hernangómez 9                         | Lepattanó | Vučević 5          | Sala Polivalentă, Kolozsvár Nézőszám: 2300 Játékvezetők: Tolga Sahin (ITA), Christopher Reid (AUS), Yohan Rosso (FRA) |
| 2017. szeptember 1. 17:45 (16:45) | Rodríguez 10                             | Gólpassz  | Pavličević, Rice 3 | Sala Polivalentă, Kolozsvár Nézőszám: 2300 Játékvezetők: Tolga Sahin (ITA), Christopher Reid (AUS), Yohan Rosso (FRA) |

| 2017. szeptember 1. 20:30 (19:30) | Románia                                 | 68–83     | Csehország       | Sala Polivalentă, Kolozsvár Játékvezetők: Roberto Vazquez (PUR), Boris Krejic (SLO), Szerhij Zascsuk (UKR) |
| 2017. szeptember 1. 20:30 (19:30) | (22–21, 16–19, 9–22, 21–21) Jegyzőkönyv |           |                  | Sala Polivalentă, Kolozsvár Játékvezetők: Roberto Vazquez (PUR), Boris Krejic (SLO), Szerhij Zascsuk (UKR) |
| 2017. szeptember 1. 20:30 (19:30) | V. Moldoveanu 24                        | Pont      | V. Hruban 25     | Sala Polivalentă, Kolozsvár Játékvezetők: Roberto Vazquez (PUR), Boris Krejic (SLO), Szerhij Zascsuk (UKR) |
| 2017. szeptember 1. 20:30 (19:30) | V. Moldoveanu 8                         | Lepattanó | T. Satoransky 13 | Sala Polivalentă, Kolozsvár Játékvezetők: Roberto Vazquez (PUR), Boris Krejic (SLO), Szerhij Zascsuk (UKR) |
| 2017. szeptember 1. 20:30 (19:30) | A. Mandache 5                           | Gólpassz  | T. Satoransky 6  | Sala Polivalentă, Kolozsvár Játékvezetők: Roberto Vazquez (PUR), Boris Krejic (SLO), Szerhij Zascsuk (UKR) |

| 2017. szeptember 2. 15:00 (14:00) | Montenegró                              | 72–48     | Magyarország | Sala Polivalentă, Kolozsvár Nézőszám: 2434 Játékvezetők: Roberto Vásquez (PUR), Markos Michaelides (SUI), Sergiy Zashchuk (UKR) |
| 2017. szeptember 2. 15:00 (14:00) | (14–11, 25–18, 21–11, 12–8) Jegyzőkönyv |           |              | Sala Polivalentă, Kolozsvár Nézőszám: 2434 Játékvezetők: Roberto Vásquez (PUR), Markos Michaelides (SUI), Sergiy Zashchuk (UKR) |
| 2017. szeptember 2. 15:00 (14:00) | Dubljević, Vučević 13                   | Pont      | Vojvoda 20   | Sala Polivalentă, Kolozsvár Nézőszám: 2434 Játékvezetők: Roberto Vásquez (PUR), Markos Michaelides (SUI), Sergiy Zashchuk (UKR) |
| 2017. szeptember 2. 15:00 (14:00) | Barović 9                               | Lepattanó | Karahodžić 7 | Sala Polivalentă, Kolozsvár Nézőszám: 2434 Játékvezetők: Roberto Vásquez (PUR), Markos Michaelides (SUI), Sergiy Zashchuk (UKR) |
| 2017. szeptember 2. 15:00 (14:00) | Ivanović, Rice 3                        | Gólpassz  | Hanga 3      | Sala Polivalentă, Kolozsvár Nézőszám: 2434 Játékvezetők: Roberto Vásquez (PUR), Markos Michaelides (SUI), Sergiy Zashchuk (UKR) |

| 2017. szeptember 2. 17:45 (16:45) | Csehország                              | 56–93     | Spanyolország    | Sala Polivalentă, Kolozsvár Nézőszám: 3033 Játékvezetők: Panagiotis Anastopoulos (GRE), Erez Gurion (ISR), Christopher Reid (AUS) |
| 2017. szeptember 2. 17:45 (16:45) | (14–33, 9–23, 15–20, 18–17) Jegyzőkönyv |           |                  | Sala Polivalentă, Kolozsvár Nézőszám: 3033 Játékvezetők: Panagiotis Anastopoulos (GRE), Erez Gurion (ISR), Christopher Reid (AUS) |
| 2017. szeptember 2. 17:45 (16:45) | Kriz 11                                 | Pont      | Gasol 26         | Sala Polivalentă, Kolozsvár Nézőszám: 3033 Játékvezetők: Panagiotis Anastopoulos (GRE), Erez Gurion (ISR), Christopher Reid (AUS) |
| 2017. szeptember 2. 17:45 (16:45) | Švrdlík, Satoranský 5                   | Lepattanó | Hernangómez 10   | Sala Polivalentă, Kolozsvár Nézőszám: 3033 Játékvezetők: Panagiotis Anastopoulos (GRE), Erez Gurion (ISR), Christopher Reid (AUS) |
| 2017. szeptember 2. 17:45 (16:45) | Satoranský 5                            | Gólpassz  | Navarro, Rubio 5 | Sala Polivalentă, Kolozsvár Nézőszám: 3033 Játékvezetők: Panagiotis Anastopoulos (GRE), Erez Gurion (ISR), Christopher Reid (AUS) |

| 2017. szeptember 2. 20:30 (19:30) | Horvátország                             | 74–58     | Románia       | Sala Polivalentă, Kolozsvár Játékvezetők: Tolga Sahin (ITA), Nicolas Maestre (FRA), Yohan Rosso (FRA) |
| 2017. szeptember 2. 20:30 (19:30) | (20–12, 22–17, 15–13, 17–16) Jegyzőkönyv |           |               | Sala Polivalentă, Kolozsvár Játékvezetők: Tolga Sahin (ITA), Nicolas Maestre (FRA), Yohan Rosso (FRA) |
| 2017. szeptember 2. 20:30 (19:30) | Bogdanović 21                            | Pont      | Moldoveanu 14 | Sala Polivalentă, Kolozsvár Játékvezetők: Tolga Sahin (ITA), Nicolas Maestre (FRA), Yohan Rosso (FRA) |
| 2017. szeptember 2. 20:30 (19:30) | Šarić 10                                 | Lepattanó | Mandache 7    | Sala Polivalentă, Kolozsvár Játékvezetők: Tolga Sahin (ITA), Nicolas Maestre (FRA), Yohan Rosso (FRA) |
| 2017. szeptember 2. 20:30 (19:30) | Simon 4                                  | Gólpassz  | Mandache 6    | Sala Polivalentă, Kolozsvár Játékvezetők: Tolga Sahin (ITA), Nicolas Maestre (FRA), Yohan Rosso (FRA) |

| 2017. szeptember 4. 15:00 (14:00) | Magyarország                             | 85–73     | Csehország            | Sala Polivalentă, Kolozsvár Nézőszám: 1893 Játékvezetők: Tolga Sahin (ITA), Nicolas Maestre (FRA), Christopher Reid (AUS) |
| 2017. szeptember 4. 15:00 (14:00) | (23–16, 21–17, 22–25, 19–15) Jegyzőkönyv |           |                       | Sala Polivalentă, Kolozsvár Nézőszám: 1893 Játékvezetők: Tolga Sahin (ITA), Nicolas Maestre (FRA), Christopher Reid (AUS) |
| 2017. szeptember 4. 15:00 (14:00) | Hanga 31                                 | Pont      | Palyza, Satoranský 18 | Sala Polivalentă, Kolozsvár Nézőszám: 1893 Játékvezetők: Tolga Sahin (ITA), Nicolas Maestre (FRA), Christopher Reid (AUS) |
| 2017. szeptember 4. 15:00 (14:00) | Hanga 8                                  | Lepattanó | Satoranský 7          | Sala Polivalentă, Kolozsvár Nézőszám: 1893 Játékvezetők: Tolga Sahin (ITA), Nicolas Maestre (FRA), Christopher Reid (AUS) |
| 2017. szeptember 4. 15:00 (14:00) | Hanga 8                                  | Gólpassz  | Satoranský, Welsch 4  | Sala Polivalentă, Kolozsvár Nézőszám: 1893 Játékvezetők: Tolga Sahin (ITA), Nicolas Maestre (FRA), Christopher Reid (AUS) |

| 2017. szeptember 4. 17:45 (16:45) | Montenegró                               | 72–76     | Horvátország    | Sala Polivalentă, Kolozsvár Nézőszám: 1983 Játékvezetők: Panagiotis Anastopoulos (GRE), Yohan Rosso (FRA), Roberto Vásquez (PUR) |
| 2017. szeptember 4. 17:45 (16:45) | (17–25, 14–18, 21–19, 20–14) Jegyzőkönyv |           |                 | Sala Polivalentă, Kolozsvár Nézőszám: 1983 Játékvezetők: Panagiotis Anastopoulos (GRE), Yohan Rosso (FRA), Roberto Vásquez (PUR) |
| 2017. szeptember 4. 17:45 (16:45) | Rice 22                                  | Pont      | Bogdanović 23   | Sala Polivalentă, Kolozsvár Nézőszám: 1983 Játékvezetők: Panagiotis Anastopoulos (GRE), Yohan Rosso (FRA), Roberto Vásquez (PUR) |
| 2017. szeptember 4. 17:45 (16:45) | Dubljević 11                             | Lepattanó | három játékos 6 | Sala Polivalentă, Kolozsvár Nézőszám: 1983 Játékvezetők: Panagiotis Anastopoulos (GRE), Yohan Rosso (FRA), Roberto Vásquez (PUR) |
| 2017. szeptember 4. 17:45 (16:45) | Ivanović 3                               | Gólpassz  | Ukić 5          | Sala Polivalentă, Kolozsvár Nézőszám: 1983 Játékvezetők: Panagiotis Anastopoulos (GRE), Yohan Rosso (FRA), Roberto Vásquez (PUR) |

| 2017. szeptember 4. 20:30 (19:30) | Spanyolország                          | 91–50     | Románia            | Sala Polivalentă, Kolozsvár Nézőszám: 8163 Játékvezetők: Markos Michaelides (SUI), Erez Gurion (ISR),Boris Krejić (SLO) |
| 2017. szeptember 4. 20:30 (19:30) | (21–19, 20–8, 29–8, 21–15) Jegyzőkönyv |           |                    | Sala Polivalentă, Kolozsvár Nézőszám: 8163 Játékvezetők: Markos Michaelides (SUI), Erez Gurion (ISR),Boris Krejić (SLO) |
| 2017. szeptember 4. 20:30 (19:30) | J. Hernangómez 18                      | Pont      | Moldoveanu 15      | Sala Polivalentă, Kolozsvár Nézőszám: 8163 Játékvezetők: Markos Michaelides (SUI), Erez Gurion (ISR),Boris Krejić (SLO) |
| 2017. szeptember 4. 20:30 (19:30) | W. Hernangómez 13                      | Lepattanó | Moldoveanu, Cate 6 | Sala Polivalentă, Kolozsvár Nézőszám: 8163 Játékvezetők: Markos Michaelides (SUI), Erez Gurion (ISR),Boris Krejić (SLO) |
| 2017. szeptember 4. 20:30 (19:30) | Rodríguez 7                            | Gólpassz  | Moldoveanu 3       | Sala Polivalentă, Kolozsvár Nézőszám: 8163 Játékvezetők: Markos Michaelides (SUI), Erez Gurion (ISR),Boris Krejić (SLO) |

| 2017. szeptember 5. 15:00 (14:00) | Csehország                               | 75–88     | Montenegró           | Sala Polivalentă, Kolozsvár Nézőszám: 2424 Játékvezetők: Yohan Rosso (FRA), Sergiy Zashchuk (UKR), Erez Gurion (ISR) |
| 2017. szeptember 5. 15:00 (14:00) | (17–24, 17–25, 21–29, 20–10) Jegyzőkönyv |           |                      | Sala Polivalentă, Kolozsvár Nézőszám: 2424 Játékvezetők: Yohan Rosso (FRA), Sergiy Zashchuk (UKR), Erez Gurion (ISR) |
| 2017. szeptember 5. 15:00 (14:00) | Auda 14                                  | Pont      | Vučević, Ivanović 17 | Sala Polivalentă, Kolozsvár Nézőszám: 2424 Játékvezetők: Yohan Rosso (FRA), Sergiy Zashchuk (UKR), Erez Gurion (ISR) |
| 2017. szeptember 5. 15:00 (14:00) | Švrdlík, Peterka 4                       | Lepattanó | Vučević 14           | Sala Polivalentă, Kolozsvár Nézőszám: 2424 Játékvezetők: Yohan Rosso (FRA), Sergiy Zashchuk (UKR), Erez Gurion (ISR) |
| 2017. szeptember 5. 15:00 (14:00) | Satoranský 11                            | Gólpassz  | Pavličević 5         | Sala Polivalentă, Kolozsvár Nézőszám: 2424 Játékvezetők: Yohan Rosso (FRA), Sergiy Zashchuk (UKR), Erez Gurion (ISR) |

| 2017. szeptember 5. 17:45 (16:45) | Horvátország                             | 73–79     | Spanyolország | Sala Polivalentă, Kolozsvár Nézőszám: 6089 Játékvezetők: Tolga Sahin (ITA), Panagiotis Anastopoulos (GRE), Nicolas Maestre (FRA) |
| 2017. szeptember 5. 17:45 (16:45) | (20–21, 12–17, 22–15, 19–26) Jegyzőkönyv |           |               | Sala Polivalentă, Kolozsvár Nézőszám: 6089 Játékvezetők: Tolga Sahin (ITA), Panagiotis Anastopoulos (GRE), Nicolas Maestre (FRA) |
| 2017. szeptember 5. 17:45 (16:45) | Šarić 18                                 | Pont      | Rubio 13      | Sala Polivalentă, Kolozsvár Nézőszám: 6089 Játékvezetők: Tolga Sahin (ITA), Panagiotis Anastopoulos (GRE), Nicolas Maestre (FRA) |
| 2017. szeptember 5. 17:45 (16:45) | Šarić 13                                 | Lepattanó | P. Gasol 10   | Sala Polivalentă, Kolozsvár Nézőszám: 6089 Játékvezetők: Tolga Sahin (ITA), Panagiotis Anastopoulos (GRE), Nicolas Maestre (FRA) |
| 2017. szeptember 5. 17:45 (16:45) | Simon 6                                  | Gólpassz  | Rubio 4       | Sala Polivalentă, Kolozsvár Nézőszám: 6089 Játékvezetők: Tolga Sahin (ITA), Panagiotis Anastopoulos (GRE), Nicolas Maestre (FRA) |

| 2017. szeptember 5. 20:30 (19:30) | Románia                                  | 71–80     | Magyarország | Sala Polivalentă, Kolozsvár Nézőszám: 9121 Játékvezetők: Roberto Vásquez (PUR), Boris Krejić (SLO), Christopher Reid (AUS) |
| 2017. szeptember 5. 20:30 (19:30) | (15–16, 17–22, 20–22, 19–20) Jegyzőkönyv |           |              | Sala Polivalentă, Kolozsvár Nézőszám: 9121 Játékvezetők: Roberto Vásquez (PUR), Boris Krejić (SLO), Christopher Reid (AUS) |
| 2017. szeptember 5. 20:30 (19:30) | Mandache 24                              | Pont      | Vojvoda 24   | Sala Polivalentă, Kolozsvár Nézőszám: 9121 Játékvezetők: Roberto Vásquez (PUR), Boris Krejić (SLO), Christopher Reid (AUS) |
| 2017. szeptember 5. 20:30 (19:30) | Moldoveanu 9                             | Lepattanó | Keller 7     | Sala Polivalentă, Kolozsvár Nézőszám: 9121 Játékvezetők: Roberto Vásquez (PUR), Boris Krejić (SLO), Christopher Reid (AUS) |
| 2017. szeptember 5. 20:30 (19:30) | Calota, Kuti 4                           | Gólpassz  | Vojvoda 4    | Sala Polivalentă, Kolozsvár Nézőszám: 9121 Játékvezetők: Roberto Vásquez (PUR), Boris Krejić (SLO), Christopher Reid (AUS) |

| 2017. szeptember 7. 14:30 (13:30) | Csehország                              | 69–107    | Horvátország  | Sala Polivalentă, Kolozsvár Nézőszám: 737 Játékvezetők: Tolga Sahin (ITA), Yohan Rosso (FRA), Christopher Reid (AUS) |
| 2017. szeptember 7. 14:30 (13:30) | (17–28, 23–26, 20–24, 9–29) Jegyzőkönyv |           |               | Sala Polivalentă, Kolozsvár Nézőszám: 737 Játékvezetők: Tolga Sahin (ITA), Yohan Rosso (FRA), Christopher Reid (AUS) |
| 2017. szeptember 7. 14:30 (13:30) | Auda 19                                 | Pont      | Bogdanović 25 | Sala Polivalentă, Kolozsvár Nézőszám: 737 Játékvezetők: Tolga Sahin (ITA), Yohan Rosso (FRA), Christopher Reid (AUS) |
| 2017. szeptember 7. 14:30 (13:30) | Auda 5                                  | Lepattanó | Šarić 10      | Sala Polivalentă, Kolozsvár Nézőszám: 737 Játékvezetők: Tolga Sahin (ITA), Yohan Rosso (FRA), Christopher Reid (AUS) |
| 2017. szeptember 7. 14:30 (13:30) | Satoranský 6                            | Gólpassz  | Simon, Ukić 6 | Sala Polivalentă, Kolozsvár Nézőszám: 737 Játékvezetők: Tolga Sahin (ITA), Yohan Rosso (FRA), Christopher Reid (AUS) |

| 2017. szeptember 7. 17:15 (16:15) | Magyarország                             | 64–87     | Spanyolország | Sala Polivalentă, Kolozsvár Nézőszám: 3180 Játékvezetők: Nicolas Maestre (FRA), Sergiy Zashchuk (UKR), Boris Krejić (SLO) |
| 2017. szeptember 7. 17:15 (16:15) | (10–22, 19–19, 17–19, 18–27) Jegyzőkönyv |           |               | Sala Polivalentă, Kolozsvár Nézőszám: 3180 Játékvezetők: Nicolas Maestre (FRA), Sergiy Zashchuk (UKR), Boris Krejić (SLO) |
| 2017. szeptember 7. 17:15 (16:15) | Ferencz 17                               | Pont      | P. Gasol 20   | Sala Polivalentă, Kolozsvár Nézőszám: 3180 Játékvezetők: Nicolas Maestre (FRA), Sergiy Zashchuk (UKR), Boris Krejić (SLO) |
| 2017. szeptember 7. 17:15 (16:15) | három játékos 4                          | Lepattanó | P. Gasol 8    | Sala Polivalentă, Kolozsvár Nézőszám: 3180 Játékvezetők: Nicolas Maestre (FRA), Sergiy Zashchuk (UKR), Boris Krejić (SLO) |
| 2017. szeptember 7. 17:15 (16:15) | Vojvoda 4                                | Gólpassz  | Rodríguez 7   | Sala Polivalentă, Kolozsvár Nézőszám: 3180 Játékvezetők: Nicolas Maestre (FRA), Sergiy Zashchuk (UKR), Boris Krejić (SLO) |

| 2017. szeptember 7. 20:45 (19:45) | Montenegró                               | 86–69     | Románia     | Sala Polivalentă, Kolozsvár Nézőszám: 3419 Játékvezetők: Panagiotis Anastopoulos (GRE), Markos Michaelides (SUI), Erez Gurion (ISR) |
| 2017. szeptember 7. 20:45 (19:45) | (24–19, 18–11, 24–23, 20–16) Jegyzőkönyv |           |             | Sala Polivalentă, Kolozsvár Nézőszám: 3419 Játékvezetők: Panagiotis Anastopoulos (GRE), Markos Michaelides (SUI), Erez Gurion (ISR) |
| 2017. szeptember 7. 20:45 (19:45) | Đurišić 14                               | Pont      | Kuti 18     | Sala Polivalentă, Kolozsvár Nézőszám: 3419 Játékvezetők: Panagiotis Anastopoulos (GRE), Markos Michaelides (SUI), Erez Gurion (ISR) |
| 2017. szeptember 7. 20:45 (19:45) | Dubljević 9                              | Lepattanó | Mandache 10 | Sala Polivalentă, Kolozsvár Nézőszám: 3419 Játékvezetők: Panagiotis Anastopoulos (GRE), Markos Michaelides (SUI), Erez Gurion (ISR) |
| 2017. szeptember 7. 20:45 (19:45) | Pavličević 6                             | Gólpassz  | Mandache 11 | Sala Polivalentă, Kolozsvár Nézőszám: 3419 Játékvezetők: Panagiotis Anastopoulos (GRE), Markos Michaelides (SUI), Erez Gurion (ISR) |

### D csoport (Isztambul)
| Hely. | Csapat          | M | Gy | V | P+  | P–  | Pk  | P | Továbbjutás                                |
| ----- | --------------- | - | -- | - | --- | --- | --- | - | ------------------------------------------ |
| 1.    | Szerbia         | 5 | 4  | 1 | 400 | 353 | +47 | 9 | Továbbjutott az egyenes kieséses szakaszba |
| 2.    | Lettország      | 5 | 4  | 1 | 444 | 396 | +48 | 9 | Továbbjutott az egyenes kieséses szakaszba |
| 3.    | Oroszország     | 5 | 4  | 1 | 378 | 366 | +12 | 9 | Továbbjutott az egyenes kieséses szakaszba |
| 4.    | Törökország (R) | 5 | 2  | 3 | 388 | 380 | +8  | 7 | Továbbjutott az egyenes kieséses szakaszba |
| 5.    | Belgium         | 5 | 1  | 4 | 353 | 410 | −57 | 6 |                                            |
| 6.    | Nagy-Britannia  | 5 | 0  | 5 | 390 | 448 | −58 | 5 |                                            |

1. 1 2 3  Szerbia 9 pont, +7 pk; Lettország 9 pont, +5 pk; Oroszország 9 pont, −12 pk

| 2017. szeptember 1. 14:15 (13:15) | Belgium                                  | 103–90    | Nagy-Britannia | Fenerbahce Arena, Isztambul Nézőszám: 322 Játékvezetők: Saverio Lanzarini (ITA), Ferdinand Pascual (PHI), Georgios Poursanidis (GRE) |
| 2017. szeptember 1. 14:15 (13:15) | (24–26, 30–27, 19–14, 30–23) Jegyzőkönyv |           |                | Fenerbahce Arena, Isztambul Nézőszám: 322 Játékvezetők: Saverio Lanzarini (ITA), Ferdinand Pascual (PHI), Georgios Poursanidis (GRE) |
| 2017. szeptember 1. 14:15 (13:15) | De Zeeuw 21                              | Pont      | Olaseni 21     | Fenerbahce Arena, Isztambul Nézőszám: 322 Játékvezetők: Saverio Lanzarini (ITA), Ferdinand Pascual (PHI), Georgios Poursanidis (GRE) |
| 2017. szeptember 1. 14:15 (13:15) | De Zeeuw 7                               | Lepattanó | Olaseni 11     | Fenerbahce Arena, Isztambul Nézőszám: 322 Játékvezetők: Saverio Lanzarini (ITA), Ferdinand Pascual (PHI), Georgios Poursanidis (GRE) |
| 2017. szeptember 1. 14:15 (13:15) | Van Rossom 5                             | Gólpassz  | Clark 5        | Fenerbahce Arena, Isztambul Nézőszám: 322 Játékvezetők: Saverio Lanzarini (ITA), Ferdinand Pascual (PHI), Georgios Poursanidis (GRE) |

| 2017. szeptember 1. 17:00 (16:00) | Szerbia                                  | 92–82     | Lettország            | Fenerbahce Arena, Isztambul Nézőszám: 1500 Játékvezetők: Marek Cmikiewicz (POL), Tomas Jasevičius (LTU), Martin Horozov (BUL) |
| 2017. szeptember 1. 17:00 (16:00) | (21–24, 24–23, 20–13, 27–22) Jegyzőkönyv |           |                       | Fenerbahce Arena, Isztambul Nézőszám: 1500 Játékvezetők: Marek Cmikiewicz (POL), Tomas Jasevičius (LTU), Martin Horozov (BUL) |
| 2017. szeptember 1. 17:00 (16:00) | Bogdanović 30                            | Pont      | Dai. Bertāns 23       | Fenerbahce Arena, Isztambul Nézőszám: 1500 Játékvezetők: Marek Cmikiewicz (POL), Tomas Jasevičius (LTU), Martin Horozov (BUL) |
| 2017. szeptember 1. 17:00 (16:00) | Mačvan 10                                | Lepattanó | Dāv. Bertāns, Timma 6 | Fenerbahce Arena, Isztambul Nézőszám: 1500 Játékvezetők: Marek Cmikiewicz (POL), Tomas Jasevičius (LTU), Martin Horozov (BUL) |
| 2017. szeptember 1. 17:00 (16:00) | Jović 8                                  | Gólpassz  | Dai. Bertāns 6        | Fenerbahce Arena, Isztambul Nézőszám: 1500 Játékvezetők: Marek Cmikiewicz (POL), Tomas Jasevičius (LTU), Martin Horozov (BUL) |

| 2017. szeptember 1. 21:00 (20:00) | Törökország                              | 73–76     | Oroszország     | Fenerbahce Arena, Isztambul Nézőszám: 7286 Játékvezetők: Michael Weiland (CAN), Manuel Mazzoni (ITA), Milan Nedović (SLO) |
| 2017. szeptember 1. 21:00 (20:00) | (15–20, 18–16, 18–19, 22–21) Jegyzőkönyv |           |                 | Fenerbahce Arena, Isztambul Nézőszám: 7286 Játékvezetők: Michael Weiland (CAN), Manuel Mazzoni (ITA), Milan Nedović (SLO) |
| 2017. szeptember 1. 21:00 (20:00) | Osman 28                                 | Pont      | Sved 22         | Fenerbahce Arena, Isztambul Nézőszám: 7286 Játékvezetők: Michael Weiland (CAN), Manuel Mazzoni (ITA), Milan Nedović (SLO) |
| 2017. szeptember 1. 21:00 (20:00) | Osman 7                                  | Lepattanó | Mozgov 9        | Fenerbahce Arena, Isztambul Nézőszám: 7286 Játékvezetők: Michael Weiland (CAN), Manuel Mazzoni (ITA), Milan Nedović (SLO) |
| 2017. szeptember 1. 21:00 (20:00) | Osman 4                                  | Gólpassz  | Sved, Fridzon 4 | Fenerbahce Arena, Isztambul Nézőszám: 7286 Játékvezetők: Michael Weiland (CAN), Manuel Mazzoni (ITA), Milan Nedović (SLO) |

| 2017. szeptember 2. 14:15 (13:15) | Lettország                             | 92–64     | Belgium         | Fenerbahce Arena, Isztambul Nézőszám: 1038 Játékvezetők: Tomas Jasevičius (LTU), Martin Horozov (BUL), Milan Nedović (SLO) |
| 2017. szeptember 2. 14:15 (13:15) | (24–25, 23–8, 16–22, 29–9) Jegyzőkönyv |           |                 | Fenerbahce Arena, Isztambul Nézőszám: 1038 Játékvezetők: Tomas Jasevičius (LTU), Martin Horozov (BUL), Milan Nedović (SLO) |
| 2017. szeptember 2. 14:15 (13:15) | Porziņģis, Timma 27                    | Pont      | Hervelle 12     | Fenerbahce Arena, Isztambul Nézőszám: 1038 Játékvezetők: Tomas Jasevičius (LTU), Martin Horozov (BUL), Milan Nedović (SLO) |
| 2017. szeptember 2. 14:15 (13:15) | Timma 7                                | Lepattanó | három játékos 5 | Fenerbahce Arena, Isztambul Nézőszám: 1038 Játékvezetők: Tomas Jasevičius (LTU), Martin Horozov (BUL), Milan Nedović (SLO) |
| 2017. szeptember 2. 14:15 (13:15) | Strēlnieks 13                          | Gólpassz  | Tabu 6          | Fenerbahce Arena, Isztambul Nézőszám: 1038 Játékvezetők: Tomas Jasevičius (LTU), Martin Horozov (BUL), Milan Nedović (SLO) |

| 2017. szeptember 2. 17:00 (16:00) | Oroszország                              | 75–72     | Szerbia                   | Fenerbahce Arena, Isztambul Nézőszám: 1603 Játékvezetők: Saverio Lanzarini (ITA), Manuel Mazzoni (ITA), Georgios Poursanidis (GRE) |
| 2017. szeptember 2. 17:00 (16:00) | (18–21, 22–17, 18–13, 17–21) Jegyzőkönyv |           |                           | Fenerbahce Arena, Isztambul Nézőszám: 1603 Játékvezetők: Saverio Lanzarini (ITA), Manuel Mazzoni (ITA), Georgios Poursanidis (GRE) |
| 2017. szeptember 2. 17:00 (16:00) | Sved 22                                  | Pont      | Bogdanović, Marjanović 19 | Fenerbahce Arena, Isztambul Nézőszám: 1603 Játékvezetők: Saverio Lanzarini (ITA), Manuel Mazzoni (ITA), Georgios Poursanidis (GRE) |
| 2017. szeptember 2. 17:00 (16:00) | Mozgov 8                                 | Lepattanó | Kuzmić, Marjanović 6      | Fenerbahce Arena, Isztambul Nézőszám: 1603 Játékvezetők: Saverio Lanzarini (ITA), Manuel Mazzoni (ITA), Georgios Poursanidis (GRE) |
| 2017. szeptember 2. 17:00 (16:00) | Hvosztov, Voroncevics 5                  | Gólpassz  | Jović 7                   | Fenerbahce Arena, Isztambul Nézőszám: 1603 Játékvezetők: Saverio Lanzarini (ITA), Manuel Mazzoni (ITA), Georgios Poursanidis (GRE) |

| 2017. szeptember 2. 21:00 (20:00) | Nagy-Britannia                           | 70–84     | Törökország   | Fenerbahce Arena, Isztambul Nézőszám: 5538 Játékvezetők: Marek Cmikiewicz (POL), Aleksandar Milojević (MNE), Ferdinand Pascual (PHI) |
| 2017. szeptember 2. 21:00 (20:00) | (18–23, 18–26, 18–15, 16–20) Jegyzőkönyv |           |               | Fenerbahce Arena, Isztambul Nézőszám: 5538 Játékvezetők: Marek Cmikiewicz (POL), Aleksandar Milojević (MNE), Ferdinand Pascual (PHI) |
| 2017. szeptember 2. 21:00 (20:00) | Lawrence, Olaseni 15                     | Pont      | Mahmutoğlu 24 | Fenerbahce Arena, Isztambul Nézőszám: 5538 Játékvezetők: Marek Cmikiewicz (POL), Aleksandar Milojević (MNE), Ferdinand Pascual (PHI) |
| 2017. szeptember 2. 21:00 (20:00) | Olaseni 14                               | Lepattanó | Osman 7       | Fenerbahce Arena, Isztambul Nézőszám: 5538 Játékvezetők: Marek Cmikiewicz (POL), Aleksandar Milojević (MNE), Ferdinand Pascual (PHI) |
| 2017. szeptember 2. 21:00 (20:00) | Lawrence, Okereafor 5                    | Gólpassz  | Mahmutoğlu 6  | Fenerbahce Arena, Isztambul Nézőszám: 5538 Játékvezetők: Marek Cmikiewicz (POL), Aleksandar Milojević (MNE), Ferdinand Pascual (PHI) |

| 2017. szeptember 4. 14:15 (13:15) | Lettország                               | 97–92     | Nagy-Britannia | Fenerbahce Arena, Isztambul Nézőszám: 817 Játékvezetők: Saverio Lanzarini (ITA), Aleksandar Milojević (MNE), Milan Nedović (SLO) |
| 2017. szeptember 4. 14:15 (13:15) | (25–20, 25–20, 34–18, 13–34) Jegyzőkönyv |           |                | Fenerbahce Arena, Isztambul Nézőszám: 817 Játékvezetők: Saverio Lanzarini (ITA), Aleksandar Milojević (MNE), Milan Nedović (SLO) |
| 2017. szeptember 4. 14:15 (13:15) | Porziņģis 28                             | Pont      | Olaseni 23     | Fenerbahce Arena, Isztambul Nézőszám: 817 Játékvezetők: Saverio Lanzarini (ITA), Aleksandar Milojević (MNE), Milan Nedović (SLO) |
| 2017. szeptember 4. 14:15 (13:15) | Timma 9                                  | Lepattanó | Olaseni 10     | Fenerbahce Arena, Isztambul Nézőszám: 817 Játékvezetők: Saverio Lanzarini (ITA), Aleksandar Milojević (MNE), Milan Nedović (SLO) |
| 2017. szeptember 4. 14:15 (13:15) | Strēlnieks 9                             | Gólpassz  | Lawrence 10    | Fenerbahce Arena, Isztambul Nézőszám: 817 Játékvezetők: Saverio Lanzarini (ITA), Aleksandar Milojević (MNE), Milan Nedović (SLO) |

| 2017. szeptember 4. 17:00 (16:00) | Belgium                                  | 67–76     | Oroszország    | Fenerbahce Arena, Isztambul Nézőszám: 1144 Játékvezetők: Michael Weiland (CAN), Martin Horozov (BUL), Georgios Poursanidis (GRE) |
| 2017. szeptember 4. 17:00 (16:00) | (18–19, 15–16, 14–18, 20–23) Jegyzőkönyv |           |                | Fenerbahce Arena, Isztambul Nézőszám: 1144 Játékvezetők: Michael Weiland (CAN), Martin Horozov (BUL), Georgios Poursanidis (GRE) |
| 2017. szeptember 4. 17:00 (16:00) | De Zeeuw 15                              | Pont      | Sved 20        | Fenerbahce Arena, Isztambul Nézőszám: 1144 Játékvezetők: Michael Weiland (CAN), Martin Horozov (BUL), Georgios Poursanidis (GRE) |
| 2017. szeptember 4. 17:00 (16:00) | Serron 5                                 | Lepattanó | Voroncevics 10 | Fenerbahce Arena, Isztambul Nézőszám: 1144 Játékvezetők: Michael Weiland (CAN), Martin Horozov (BUL), Georgios Poursanidis (GRE) |
| 2017. szeptember 4. 17:00 (16:00) | Hervelle, Tabu 5                         | Gólpassz  | Sved 6         | Fenerbahce Arena, Isztambul Nézőszám: 1144 Játékvezetők: Michael Weiland (CAN), Martin Horozov (BUL), Georgios Poursanidis (GRE) |

| 2017. szeptember 4. 21:00 (20:00) | Szerbia                                  | 80–74     | Törökország   | Fenerbahce Arena, Isztambul Nézőszám: 9692 Játékvezetők: Marek Cmikiewicz (POL), Tomas Jasevičius (LTU), Manuel Mazzoni (ITA) |
| 2017. szeptember 4. 21:00 (20:00) | (21–13, 15–18, 17–14, 27–29) Jegyzőkönyv |           |               | Fenerbahce Arena, Isztambul Nézőszám: 9692 Játékvezetők: Marek Cmikiewicz (POL), Tomas Jasevičius (LTU), Manuel Mazzoni (ITA) |
| 2017. szeptember 4. 21:00 (20:00) | Bogdanović 17                            | Pont      | Mahmutoğlu 19 | Fenerbahce Arena, Isztambul Nézőszám: 9692 Játékvezetők: Marek Cmikiewicz (POL), Tomas Jasevičius (LTU), Manuel Mazzoni (ITA) |
| 2017. szeptember 4. 21:00 (20:00) | Lučić 9                                  | Lepattanó | Erden 5       | Fenerbahce Arena, Isztambul Nézőszám: 9692 Játékvezetők: Marek Cmikiewicz (POL), Tomas Jasevičius (LTU), Manuel Mazzoni (ITA) |
| 2017. szeptember 4. 21:00 (20:00) | Jović 9                                  | Gólpassz  | Osman 5       | Fenerbahce Arena, Isztambul Nézőszám: 9692 Játékvezetők: Marek Cmikiewicz (POL), Tomas Jasevičius (LTU), Manuel Mazzoni (ITA) |

| 2017. szeptember 5. 14:15 (13:15) | Oroszország                             | 69–84     | Lettország     | Fenerbahce Arena, Isztambul Nézőszám: 944 Játékvezetők: Marek Cmikiewicz (POL), Manuel Mazzoni (ITA), Aleksandar Milojević (MKD) |
| 2017. szeptember 5. 14:15 (13:15) | (15–12, 29–22, 8–18, 17–32) Jegyzőkönyv |           |                | Fenerbahce Arena, Isztambul Nézőszám: 944 Játékvezetők: Marek Cmikiewicz (POL), Manuel Mazzoni (ITA), Aleksandar Milojević (MKD) |
| 2017. szeptember 5. 14:15 (13:15) | Sved 21                                 | Pont      | Timma 22       | Fenerbahce Arena, Isztambul Nézőszám: 944 Játékvezetők: Marek Cmikiewicz (POL), Manuel Mazzoni (ITA), Aleksandar Milojević (MKD) |
| 2017. szeptember 5. 14:15 (13:15) | Mozgov, Kurbanov 6                      | Lepattanó | Timma 6        | Fenerbahce Arena, Isztambul Nézőszám: 944 Játékvezetők: Marek Cmikiewicz (POL), Manuel Mazzoni (ITA), Aleksandar Milojević (MKD) |
| 2017. szeptember 5. 14:15 (13:15) | Sved 6                                  | Gólpassz  | Dai. Bertāns 6 | Fenerbahce Arena, Isztambul Nézőszám: 944 Játékvezetők: Marek Cmikiewicz (POL), Manuel Mazzoni (ITA), Aleksandar Milojević (MKD) |

| 2017. szeptember 5. 17:00 (16:00) | Nagy-Britannia                           | 68–82     | Szerbia       | Fenerbahce Arena, Isztambul Nézőszám: 1080 Játékvezetők: Georgios Poursanidis (GRE), Michael Weiland (CAN), Martin Horozov (BUL) |
| 2017. szeptember 5. 17:00 (16:00) | (14–25, 24–22, 17–18, 13–17) Jegyzőkönyv |           |               | Fenerbahce Arena, Isztambul Nézőszám: 1080 Játékvezetők: Georgios Poursanidis (GRE), Michael Weiland (CAN), Martin Horozov (BUL) |
| 2017. szeptember 5. 17:00 (16:00) | Okereafor 17                             | Pont      | Bogdanović 18 | Fenerbahce Arena, Isztambul Nézőszám: 1080 Játékvezetők: Georgios Poursanidis (GRE), Michael Weiland (CAN), Martin Horozov (BUL) |
| 2017. szeptember 5. 17:00 (16:00) | Olaseni 13                               | Lepattanó | Bogdanović 7  | Fenerbahce Arena, Isztambul Nézőszám: 1080 Játékvezetők: Georgios Poursanidis (GRE), Michael Weiland (CAN), Martin Horozov (BUL) |
| 2017. szeptember 5. 17:00 (16:00) | Okereafor 4                              | Gólpassz  | Bogdanović 7  | Fenerbahce Arena, Isztambul Nézőszám: 1080 Játékvezetők: Georgios Poursanidis (GRE), Michael Weiland (CAN), Martin Horozov (BUL) |

| 2017. szeptember 5. 21:00 (20:00) | Törökország                              | 78–65     | Belgium              | Fenerbahce Arena, Isztambul Nézőszám: 7919 Játékvezetők: Saverio Lanzarini (ITA), Milan Nedović (SLO), Ferdinand Pascual (PHI) |
| 2017. szeptember 5. 21:00 (20:00) | (23–14, 17–19, 15–20, 23–12) Jegyzőkönyv |           |                      | Fenerbahce Arena, Isztambul Nézőszám: 7919 Játékvezetők: Saverio Lanzarini (ITA), Milan Nedović (SLO), Ferdinand Pascual (PHI) |
| 2017. szeptember 5. 21:00 (20:00) | Korkmaz 14                               | Pont      | Van Rossom 16        | Fenerbahce Arena, Isztambul Nézőszám: 7919 Játékvezetők: Saverio Lanzarini (ITA), Milan Nedović (SLO), Ferdinand Pascual (PHI) |
| 2017. szeptember 5. 21:00 (20:00) | Hersek 4                                 | Lepattanó | Serron, Van Rossom 5 | Fenerbahce Arena, Isztambul Nézőszám: 7919 Játékvezetők: Saverio Lanzarini (ITA), Milan Nedović (SLO), Ferdinand Pascual (PHI) |
| 2017. szeptember 5. 21:00 (20:00) | Erden 5                                  | Gólpassz  | Tabu 4               | Fenerbahce Arena, Isztambul Nézőszám: 7919 Játékvezetők: Saverio Lanzarini (ITA), Milan Nedović (SLO), Ferdinand Pascual (PHI) |

| 2017. szeptember 7. 14:30 (13:30) | Oroszország                              | 82–70     | Nagy-Britannia | Fenerbahce Arena, Isztambul Nézőszám: 529 Játékvezetők: Georgios Poursanidis (GRE), Aleksandar Milojević (MKD), Ferdinand Pascual (PHI) |
| 2017. szeptember 7. 14:30 (13:30) | (23–16, 20–15, 18–23, 21–16) Jegyzőkönyv |           |                | Fenerbahce Arena, Isztambul Nézőszám: 529 Játékvezetők: Georgios Poursanidis (GRE), Aleksandar Milojević (MKD), Ferdinand Pascual (PHI) |
| 2017. szeptember 7. 14:30 (13:30) | Sved 30                                  | Pont      | Clark 21       | Fenerbahce Arena, Isztambul Nézőszám: 529 Játékvezetők: Georgios Poursanidis (GRE), Aleksandar Milojević (MKD), Ferdinand Pascual (PHI) |
| 2017. szeptember 7. 14:30 (13:30) | Mozgov 11                                | Lepattanó | Olaseni 9      | Fenerbahce Arena, Isztambul Nézőszám: 529 Játékvezetők: Georgios Poursanidis (GRE), Aleksandar Milojević (MKD), Ferdinand Pascual (PHI) |
| 2017. szeptember 7. 14:30 (13:30) | Sved 8                                   | Gólpassz  | Clark 6        | Fenerbahce Arena, Isztambul Nézőszám: 529 Játékvezetők: Georgios Poursanidis (GRE), Aleksandar Milojević (MKD), Ferdinand Pascual (PHI) |

| 2017. szeptember 7. 17:15 (16:15) | Belgium                                  | 54–74     | Szerbia       | Fenerbahce Arena, Isztambul Nézőszám: 761 Játékvezetők: Manuel Mazzoni (ITA), Marek Cmikiewicz (POL), Martin Horozov (BUL) |
| 2017. szeptember 7. 17:15 (16:15) | (13–18, 12–24, 11–14, 18–18) Jegyzőkönyv |           |               | Fenerbahce Arena, Isztambul Nézőszám: 761 Játékvezetők: Manuel Mazzoni (ITA), Marek Cmikiewicz (POL), Martin Horozov (BUL) |
| 2017. szeptember 7. 17:15 (16:15) | Lecomte 12                               | Pont      | Marjanović 22 | Fenerbahce Arena, Isztambul Nézőszám: 761 Játékvezetők: Manuel Mazzoni (ITA), Marek Cmikiewicz (POL), Martin Horozov (BUL) |
| 2017. szeptember 7. 17:15 (16:15) | Van Rossom, Tumba 5                      | Lepattanó | Micić 9       | Fenerbahce Arena, Isztambul Nézőszám: 761 Játékvezetők: Manuel Mazzoni (ITA), Marek Cmikiewicz (POL), Martin Horozov (BUL) |
| 2017. szeptember 7. 17:15 (16:15) | Tabu 4                                   | Gólpassz  | Bogdanović 9  | Fenerbahce Arena, Isztambul Nézőszám: 761 Játékvezetők: Manuel Mazzoni (ITA), Marek Cmikiewicz (POL), Martin Horozov (BUL) |

| 2017. szeptember 7. 20:45 (19:45) | Lettország                               | 89–79     | Törökország  | Fenerbahce Arena, Isztambul Nézőszám: 10 323 Játékvezetők: Saverio Lanzarini (ITA), Tomas Jasevičius (LTU), Michael Weiland (CAN) |
| 2017. szeptember 7. 20:45 (19:45) | (24–22, 23–16, 22–25, 20–16) Jegyzőkönyv |           |              | Fenerbahce Arena, Isztambul Nézőszám: 10 323 Játékvezetők: Saverio Lanzarini (ITA), Tomas Jasevičius (LTU), Michael Weiland (CAN) |
| 2017. szeptember 7. 20:45 (19:45) | Porziņģis 28                             | Pont      | Osman 24     | Fenerbahce Arena, Isztambul Nézőszám: 10 323 Játékvezetők: Saverio Lanzarini (ITA), Tomas Jasevičius (LTU), Michael Weiland (CAN) |
| 2017. szeptember 7. 20:45 (19:45) | Porziņģis 7                              | Lepattanó | Mahmutoğlu 7 | Fenerbahce Arena, Isztambul Nézőszám: 10 323 Játékvezetők: Saverio Lanzarini (ITA), Tomas Jasevičius (LTU), Michael Weiland (CAN) |
| 2017. szeptember 7. 20:45 (19:45) | Timma 7                                  | Gólpassz  | Osman 5      | Fenerbahce Arena, Isztambul Nézőszám: 10 323 Játékvezetők: Saverio Lanzarini (ITA), Tomas Jasevičius (LTU), Michael Weiland (CAN) |

## Egyenes kieséses szakasz
|  |                |               |                |                |                |                |                |               |               |               |                |                |                |  |  |       |       |       |
|  | Nyolcaddöntők  | Nyolcaddöntők | Nyolcaddöntők  |                |                | Negyeddöntők   | Negyeddöntők   | Negyeddöntők  |               |               | Elődöntők      | Elődöntők      | Elődöntők      |  |  | Döntő | Döntő | Döntő |
|  | Nyolcaddöntők  | Nyolcaddöntők | Nyolcaddöntők  |                |                | Negyeddöntők   | Negyeddöntők   | Negyeddöntők  |               |               | Elődöntők      | Elődöntők      | Elődöntők      |  |  | Döntő | Döntő | Döntő |
|  | szeptember 9.  |               |                |                |                |                |                |               |               |               |                |                |                |  |  |       |       |       |
|  |                |               |                |                |                |                |                |               |               |               |                |                |                |  |  |       |       |       |
|  | B2             | Németország   | 84             |                |                |                |                |               |               |               |                |                |                |  |  |       |       |       |
|  | B2             | Németország   | 84             | szeptember 12. |                |                |                |               |               |               |                |                |                |  |  |       |       |       |
|  | A3             | Franciaország | 81             |                |                |                |                |               |               |               |                |                |                |  |  |       |       |       |
|  | A3             | Franciaország | 81             |                |                | Németország    | Németország    | 72            |               |               |                |                |                |  |  |       |       |       |
|  | szeptember 10. |               |                |                |                | Németország    | Németország    | 72            |               |               |                |                |                |  |  |       |       |       |
|  |                |               | Spanyolország  | Spanyolország  | 87             |                |                |               |               |               |                |                |                |  |  |       |       |       |
|  | C1             | Spanyolország | Spanyolország  | Spanyolország  | 87             | 73             |                |               |               |               |                |                |                |  |  |       |       |       |
|  | C1             | Spanyolország |                |                |                | 73             | szeptember 14. |               |               |               |                |                |                |  |  |       |       |       |
|  | D4             | Törökország   | 56             |                |                |                |                |               |               |               |                |                |                |  |  |       |       |       |
|  | D4             | Törökország   | 56             |                |                | Spanyolország  | Spanyolország  | 72            |               |               |                |                |                |  |  |       |       |       |
|  | szeptember 9.  |               |                |                |                | Spanyolország  | Spanyolország  | 72            |               |               |                |                |                |  |  |       |       |       |
|  |                |               | Szlovénia      | Szlovénia      | 92             |                |                |               |               |               |                |                |                |  |  |       |       |       |
|  | A1             | Szlovénia     | Szlovénia      | Szlovénia      | 92             | 79             |                |               |               |               |                |                |                |  |  |       |       |       |
|  | A1             | Szlovénia     | szeptember 12. |                |                | 79             |                |               |               |               |                |                |                |  |  |       |       |       |
|  | B4             | Ukrajna       | 55             |                |                |                |                |               |               |               |                |                |                |  |  |       |       |       |
|  | B4             | Ukrajna       | 55             |                |                | Szlovénia      | Szlovénia      | 103           |               |               |                |                |                |  |  |       |       |       |
|  | szeptember 10. |               |                |                |                | Szlovénia      | Szlovénia      | 103           |               |               |                |                |                |  |  |       |       |       |
|  |                |               | Lettország     | Lettország     | 97             |                |                |               |               |               |                |                |                |  |  |       |       |       |
|  | D2             | Lettország    | Lettország     | Lettország     | 97             | 100            |                |               |               |               |                |                |                |  |  |       |       |       |
|  | D2             | Lettország    |                |                |                | 100            | szeptember 17. |               |               |               |                |                |                |  |  |       |       |       |
|  | C3             | Montenegró    | 68             |                |                |                |                |               |               |               |                |                |                |  |  |       |       |       |
|  | C3             | Montenegró    | 68             |                |                | Szlovénia      | Szlovénia      | 93            |               |               |                |                |                |  |  |       |       |       |
|  | szeptember 9.  |               |                |                |                | Szlovénia      | Szlovénia      | 93            |               |               |                |                |                |  |  |       |       |       |
|  |                |               | Szerbia        | Szerbia        | 85             |                |                |               |               |               |                |                |                |  |  |       |       |       |
|  | B1             | Litvánia      | Szerbia        | Szerbia        | 85             | 64             |                |               |               |               |                |                |                |  |  |       |       |       |
|  | B1             | Litvánia      | szeptember 13. |                |                | 64             |                |               |               |               |                |                |                |  |  |       |       |       |
|  | A4             | Görögország   | 77             |                |                |                |                |               |               |               |                |                |                |  |  |       |       |       |
|  | A4             | Görögország   | 77             |                |                | Görögország    | Görögország    | 69            |               |               |                |                |                |  |  |       |       |       |
|  | szeptember 10. |               |                |                |                | Görögország    | Görögország    | 69            |               |               |                |                |                |  |  |       |       |       |
|  |                |               | Oroszország    | Oroszország    | 74             |                |                |               |               |               |                |                |                |  |  |       |       |       |
|  | C2             | Horvátország  | Oroszország    | Oroszország    | 74             | 78             |                |               |               |               |                |                |                |  |  |       |       |       |
|  | C2             | Horvátország  |                |                |                | 78             | szeptember 15. |               |               |               |                |                |                |  |  |       |       |       |
|  | D3             | Oroszország   | 101            |                |                |                |                |               |               |               |                |                |                |  |  |       |       |       |
|  | D3             | Oroszország   | 101            |                |                | Oroszország    | Oroszország    | 79            |               |               |                |                |                |  |  |       |       |       |
|  | szeptember 9.  |               |                |                |                | Oroszország    | Oroszország    | 79            |               |               |                |                |                |  |  |       |       |       |
|  |                |               | Szerbia        | Szerbia        | 87             |                |                | Bronzmérkőzés | Bronzmérkőzés | Bronzmérkőzés |                |                |                |  |  |       |       |       |
|  | A2             | Finnország    | Szerbia        | Szerbia        | 87             | 57             |                |               |               | Bronzmérkőzés |                |                |                |  |  |       |       |       |
|  | A2             | Finnország    |                |                | szeptember 13. | szeptember 13. | szeptember 13. |               |               |               | szeptember 17. | szeptember 17. | szeptember 17. |  |  |       |       |       |
|  | B3             | Olaszország   | 70             |                | szeptember 13. | szeptember 13. | szeptember 13. |               |               |               | szeptember 17. | szeptember 17. | szeptember 17. |  |  |       |       |       |
|  | B3             | Olaszország   | 70             |                |                | Olaszország    | Olaszország    | 67            | Spanyolország | Spanyolország | 93             |                |                |  |  |       |       |       |
|  | szeptember 10. |               |                |                |                | Olaszország    | Olaszország    | 67            | Spanyolország | Spanyolország | 93             |                |                |  |  |       |       |       |
|  |                |               | Szerbia        | Szerbia        | 83             |                |                | Oroszország   | Oroszország   | 85            |                |                |                |  |  |       |       |       |
|  | D1             | Szerbia       | Szerbia        | Szerbia        | 83             | 86             |                | Oroszország   | Oroszország   | 85            |                |                |                |  |  |       |       |       |
|  | D1             | Szerbia       |                |                |                |                |                |               |               |               |                |                |                |  |  |       |       |       |
|  | C4             | Magyarország  | 78             |                |                |                |                |               |               |               |                |                |                |  |  |       |       |       |
|  | C4             | Magyarország  | 78             |                |                |                |                |               |               |               |                |                |                |  |  |       |       |       |

### Nyolcaddöntők
| 2017. szeptember 9. 12:30 (11:30) | Szlovénia                                | 79–55     | Ukrajna              | Sinan Erdem Dome, Isztambul Nézőszám: 730 Játékvezetők: Cristiano Maranho (BRA), Panagiotis Anastopoulos (GRE), Tolga Sahin (ITA) |
| 2017. szeptember 9. 12:30 (11:30) | (26–17, 16–10, 26–16, 11–12) Jegyzőkönyv |           |                      | Sinan Erdem Dome, Isztambul Nézőszám: 730 Játékvezetők: Cristiano Maranho (BRA), Panagiotis Anastopoulos (GRE), Tolga Sahin (ITA) |
| 2017. szeptember 9. 12:30 (11:30) | Randolph 21                              | Pont      | Pustozvonov 11       | Sinan Erdem Dome, Isztambul Nézőszám: 730 Játékvezetők: Cristiano Maranho (BRA), Panagiotis Anastopoulos (GRE), Tolga Sahin (ITA) |
| 2017. szeptember 9. 12:30 (11:30) | Dončić 10                                | Lepattanó | Pustovyi 10          | Sinan Erdem Dome, Isztambul Nézőszám: 730 Játékvezetők: Cristiano Maranho (BRA), Panagiotis Anastopoulos (GRE), Tolga Sahin (ITA) |
| 2017. szeptember 9. 12:30 (11:30) | Dončić 6                                 | Gólpassz  | Kravtsov, Lukashov 4 | Sinan Erdem Dome, Isztambul Nézőszám: 730 Játékvezetők: Cristiano Maranho (BRA), Panagiotis Anastopoulos (GRE), Tolga Sahin (ITA) |

| 2017. szeptember 9. 15:15 (14:15) | Németország                              | 84–81     | Franciaország | Sinan Erdem Dome, Isztambul Nézőszám: 1060 Játékvezetők: Manuel Mazzoni (ITA), Leandro Lezcano (ARG), Saša Maričić (SRB) |
| 2017. szeptember 9. 15:15 (14:15) | (10–19, 24–21, 21–16, 29–25) Jegyzőkönyv |           |               | Sinan Erdem Dome, Isztambul Nézőszám: 1060 Játékvezetők: Manuel Mazzoni (ITA), Leandro Lezcano (ARG), Saša Maričić (SRB) |
| 2017. szeptember 9. 15:15 (14:15) | Theis 22                                 | Pont      | Fournier 27   | Sinan Erdem Dome, Isztambul Nézőszám: 1060 Játékvezetők: Manuel Mazzoni (ITA), Leandro Lezcano (ARG), Saša Maričić (SRB) |
| 2017. szeptember 9. 15:15 (14:15) | Theis 7                                  | Lepattanó | Diaw 9        | Sinan Erdem Dome, Isztambul Nézőszám: 1060 Játékvezetők: Manuel Mazzoni (ITA), Leandro Lezcano (ARG), Saša Maričić (SRB) |
| 2017. szeptember 9. 15:15 (14:15) | Schröder 8                               | Gólpassz  | Diaw 5        | Sinan Erdem Dome, Isztambul Nézőszám: 1060 Játékvezetők: Manuel Mazzoni (ITA), Leandro Lezcano (ARG), Saša Maričić (SRB) |

| 2017. szeptember 9. 18:45 (17:45) | Finnország                               | 57–70     | Olaszország  | Sinan Erdem Dome, Isztambul Nézőszám: 1411 Játékvezetők: Antonio Conde (ESP), Mārtiņš Kozlovskis (LAT), Ademir Zurapović (BIH) |
| 2017. szeptember 9. 18:45 (17:45) | (17–30, 12–18, 13–10, 15–12) Jegyzőkönyv |           |              | Sinan Erdem Dome, Isztambul Nézőszám: 1411 Játékvezetők: Antonio Conde (ESP), Mārtiņš Kozlovskis (LAT), Ademir Zurapović (BIH) |
| 2017. szeptember 9. 18:45 (17:45) | Koponen 13                               | Pont      | Belinelli 22 | Sinan Erdem Dome, Isztambul Nézőszám: 1411 Játékvezetők: Antonio Conde (ESP), Mārtiņš Kozlovskis (LAT), Ademir Zurapović (BIH) |
| 2017. szeptember 9. 18:45 (17:45) | Salin 8                                  | Lepattanó | Hackett 6    | Sinan Erdem Dome, Isztambul Nézőszám: 1411 Játékvezetők: Antonio Conde (ESP), Mārtiņš Kozlovskis (LAT), Ademir Zurapović (BIH) |
| 2017. szeptember 9. 18:45 (17:45) | Rannikko 3                               | Gólpassz  | Melli 3      | Sinan Erdem Dome, Isztambul Nézőszám: 1411 Játékvezetők: Antonio Conde (ESP), Mārtiņš Kozlovskis (LAT), Ademir Zurapović (BIH) |

| 2017. szeptember 9. 21:30 (20:30) | Litvánia                                 | 64–77     | Görögország | Sinan Erdem Dome, Isztambul Nézőszám: 2144 Játékvezetők: Vicente Bulto (ESP), Marek Cmikiewicz (POL), Petar Obradović (BIH) |
| 2017. szeptember 9. 21:30 (20:30) | (17–25, 13–12, 18–24, 16–16) Jegyzőkönyv |           |             | Sinan Erdem Dome, Isztambul Nézőszám: 2144 Játékvezetők: Vicente Bulto (ESP), Marek Cmikiewicz (POL), Petar Obradović (BIH) |
| 2017. szeptember 9. 21:30 (20:30) | Kuzminskas 20                            | Pont      | Sloukas 21  | Sinan Erdem Dome, Isztambul Nézőszám: 2144 Játékvezetők: Vicente Bulto (ESP), Marek Cmikiewicz (POL), Petar Obradović (BIH) |
| 2017. szeptember 9. 21:30 (20:30) | Valančiūnas 15                           | Lepattanó | Bourousis 8 | Sinan Erdem Dome, Isztambul Nézőszám: 2144 Játékvezetők: Vicente Bulto (ESP), Marek Cmikiewicz (POL), Petar Obradović (BIH) |
| 2017. szeptember 9. 21:30 (20:30) | Kalnietis 7                              | Gólpassz  | Calathes 6  | Sinan Erdem Dome, Isztambul Nézőszám: 2144 Játékvezetők: Vicente Bulto (ESP), Marek Cmikiewicz (POL), Petar Obradović (BIH) |

| 2017. szeptember 10. 12:30 (11:30) | Lettország                               | 100–68    | Montenegró   | Sinan Erdem Dome, Isztambul Nézőszám: 718 Játékvezetők: Vicente Bulto (ESP), Martin Horozov (BUL), Manuel Mazzoni (ITA) |
| 2017. szeptember 10. 12:30 (11:30) | (27–15, 26–22, 29–15, 18–16) Jegyzőkönyv |           |              | Sinan Erdem Dome, Isztambul Nézőszám: 718 Játékvezetők: Vicente Bulto (ESP), Martin Horozov (BUL), Manuel Mazzoni (ITA) |
| 2017. szeptember 10. 12:30 (11:30) | Timma 21                                 | Pont      | Dubljević 21 | Sinan Erdem Dome, Isztambul Nézőszám: 718 Játékvezetők: Vicente Bulto (ESP), Martin Horozov (BUL), Manuel Mazzoni (ITA) |
| 2017. szeptember 10. 12:30 (11:30) | Porziņģis 6                              | Lepattanó | Vučević 9    | Sinan Erdem Dome, Isztambul Nézőszám: 718 Játékvezetők: Vicente Bulto (ESP), Martin Horozov (BUL), Manuel Mazzoni (ITA) |
| 2017. szeptember 10. 12:30 (11:30) | Strēlnieks 7                             | Gólpassz  | Vučević 4    | Sinan Erdem Dome, Isztambul Nézőszám: 718 Játékvezetők: Vicente Bulto (ESP), Martin Horozov (BUL), Manuel Mazzoni (ITA) |

| 2017. szeptember 10. 15:15 (14:15) | Szerbia                                  | 86–78     | Magyarország  | Sinan Erdem Dome, Isztambul Nézőszám: 1190 Játékvezetők: Leandro Lezcano (ARG), Georgios Poursanidis (GRE), Yener Yılmaz (TUR) |
| 2017. szeptember 10. 15:15 (14:15) | (24–16, 24–25, 21–12, 17–25) Jegyzőkönyv |           |               | Sinan Erdem Dome, Isztambul Nézőszám: 1190 Játékvezetők: Leandro Lezcano (ARG), Georgios Poursanidis (GRE), Yener Yılmaz (TUR) |
| 2017. szeptember 10. 15:15 (14:15) | Bogdanović, Kuzmić 17                    | Pont      | Perl 22       | Sinan Erdem Dome, Isztambul Nézőszám: 1190 Játékvezetők: Leandro Lezcano (ARG), Georgios Poursanidis (GRE), Yener Yılmaz (TUR) |
| 2017. szeptember 10. 15:15 (14:15) | Kuzmić 10                                | Lepattanó | Perl 7        | Sinan Erdem Dome, Isztambul Nézőszám: 1190 Játékvezetők: Leandro Lezcano (ARG), Georgios Poursanidis (GRE), Yener Yılmaz (TUR) |
| 2017. szeptember 10. 15:15 (14:15) | Jović 7                                  | Gólpassz  | Hanga, Perl 4 | Sinan Erdem Dome, Isztambul Nézőszám: 1190 Játékvezetők: Leandro Lezcano (ARG), Georgios Poursanidis (GRE), Yener Yılmaz (TUR) |

| 2017. szeptember 10. 18:45 (17:45) | Spanyolország                            | 73–56     | Törökország | Sinan Erdem Dome, Isztambul Nézőszám: 9934 Játékvezetők: Cristiano Maranho (BRA), Tomas Jasevičius (LTU), Takaki Kato (JPN) |
| 2017. szeptember 10. 18:45 (17:45) | (19–10, 14–15, 16–18, 24–13) Jegyzőkönyv |           |             | Sinan Erdem Dome, Isztambul Nézőszám: 9934 Játékvezetők: Cristiano Maranho (BRA), Tomas Jasevičius (LTU), Takaki Kato (JPN) |
| 2017. szeptember 10. 18:45 (17:45) | Rubio 15                                 | Pont      | Korkmaz 20  | Sinan Erdem Dome, Isztambul Nézőszám: 9934 Játékvezetők: Cristiano Maranho (BRA), Tomas Jasevičius (LTU), Takaki Kato (JPN) |
| 2017. szeptember 10. 18:45 (17:45) | P. Gasol 7                               | Lepattanó | Erden 10    | Sinan Erdem Dome, Isztambul Nézőszám: 9934 Játékvezetők: Cristiano Maranho (BRA), Tomas Jasevičius (LTU), Takaki Kato (JPN) |
| 2017. szeptember 10. 18:45 (17:45) | Rodríguez 9                              | Gólpassz  | Güler 4     | Sinan Erdem Dome, Isztambul Nézőszám: 9934 Játékvezetők: Cristiano Maranho (BRA), Tomas Jasevičius (LTU), Takaki Kato (JPN) |

| 2017. szeptember 10. 21:30 (20:30) | Horvátország                             | 78–101    | Oroszország | Sinan Erdem Dome, Isztambul Nézőszám: 10 153 Játékvezetők: Roberto Vázquez (PUR), Saverio Lanzarini (ITA), Yohan Rosso (FRA) |
| 2017. szeptember 10. 21:30 (20:30) | (23–25, 19–21, 15–26, 21–29) Jegyzőkönyv |           |             | Sinan Erdem Dome, Isztambul Nézőszám: 10 153 Játékvezetők: Roberto Vázquez (PUR), Saverio Lanzarini (ITA), Yohan Rosso (FRA) |
| 2017. szeptember 10. 21:30 (20:30) | Bogdanović 28                            | Pont      | Sved 27     | Sinan Erdem Dome, Isztambul Nézőszám: 10 153 Játékvezetők: Roberto Vázquez (PUR), Saverio Lanzarini (ITA), Yohan Rosso (FRA) |
| 2017. szeptember 10. 21:30 (20:30) | Ramljak 6                                | Lepattanó | Kurbanov 5  | Sinan Erdem Dome, Isztambul Nézőszám: 10 153 Játékvezetők: Roberto Vázquez (PUR), Saverio Lanzarini (ITA), Yohan Rosso (FRA) |
| 2017. szeptember 10. 21:30 (20:30) | Ukić 5                                   | Gólpassz  | Sved 12     | Sinan Erdem Dome, Isztambul Nézőszám: 10 153 Játékvezetők: Roberto Vázquez (PUR), Saverio Lanzarini (ITA), Yohan Rosso (FRA) |

### Negyeddöntők
| 2017. szeptember 12. 18:45 (17:45) | Németország                              | 72–84     | Spanyolország | Sinan Erdem Dome, Isztambul Nézőszám: 1845 Játékvezetők: Manuel Mazzoni (ITA), Panagiotis Anastopoulos (GRE), Aleksandar Glišić (SRB) |
| 2017. szeptember 12. 18:45 (17:45) | (19–16, 14–18, 20–31, 19–19) Jegyzőkönyv |           |               | Sinan Erdem Dome, Isztambul Nézőszám: 1845 Játékvezetők: Manuel Mazzoni (ITA), Panagiotis Anastopoulos (GRE), Aleksandar Glišić (SRB) |
| 2017. szeptember 12. 18:45 (17:45) | Schröder 27                              | Pont      | M. Gasol 28   | Sinan Erdem Dome, Isztambul Nézőszám: 1845 Játékvezetők: Manuel Mazzoni (ITA), Panagiotis Anastopoulos (GRE), Aleksandar Glišić (SRB) |
| 2017. szeptember 12. 18:45 (17:45) | Voigtmann 7                              | Lepattanó | M. Gasol 10   | Sinan Erdem Dome, Isztambul Nézőszám: 1845 Játékvezetők: Manuel Mazzoni (ITA), Panagiotis Anastopoulos (GRE), Aleksandar Glišić (SRB) |
| 2017. szeptember 12. 18:45 (17:45) | Schröder 8                               | Gólpassz  | Rubio 8       | Sinan Erdem Dome, Isztambul Nézőszám: 1845 Játékvezetők: Manuel Mazzoni (ITA), Panagiotis Anastopoulos (GRE), Aleksandar Glišić (SRB) |

| 2017. szeptember 12. 21:30 (20:30) | Szlovénia                                | 103–97    | Lettország   | Sinan Erdem Dome, Isztambul Nézőszám: 2651 Játékvezetők: Luis Roberto Vázquez (PUR), Saverio Lanzarini (ITA), Leandro Lezcano (ARG) |
| 2017. szeptember 12. 21:30 (20:30) | (34–23, 17–32, 25–11, 27–31) Jegyzőkönyv |           |              | Sinan Erdem Dome, Isztambul Nézőszám: 2651 Játékvezetők: Luis Roberto Vázquez (PUR), Saverio Lanzarini (ITA), Leandro Lezcano (ARG) |
| 2017. szeptember 12. 21:30 (20:30) | Dončić 27                                | Pont      | Porziņģis 34 | Sinan Erdem Dome, Isztambul Nézőszám: 2651 Játékvezetők: Luis Roberto Vázquez (PUR), Saverio Lanzarini (ITA), Leandro Lezcano (ARG) |
| 2017. szeptember 12. 21:30 (20:30) | Randolph 9                               | Lepattanó | Strēlnieks 7 | Sinan Erdem Dome, Isztambul Nézőszám: 2651 Játékvezetők: Luis Roberto Vázquez (PUR), Saverio Lanzarini (ITA), Leandro Lezcano (ARG) |
| 2017. szeptember 12. 21:30 (20:30) | Dragić 8                                 | Gólpassz  | Strēlnieks 9 | Sinan Erdem Dome, Isztambul Nézőszám: 2651 Játékvezetők: Luis Roberto Vázquez (PUR), Saverio Lanzarini (ITA), Leandro Lezcano (ARG) |

| 2017. szeptember 13. 18:45 (17:45) | Görögország                              | 69–74     | Oroszország    | Sinan Erdem Dome, Isztambul Nézőszám: 2070 Játékvezetők: Cristiano Maranho (BRA), Antonio Conde (ESP), Yohan Rosso (FRA) |
| 2017. szeptember 13. 18:45 (17:45) | (24–17, 13–14, 16–20, 16–23) Jegyzőkönyv |           |                | Sinan Erdem Dome, Isztambul Nézőszám: 2070 Játékvezetők: Cristiano Maranho (BRA), Antonio Conde (ESP), Yohan Rosso (FRA) |
| 2017. szeptember 13. 18:45 (17:45) | Calathes 25                              | Pont      | Sved 26        | Sinan Erdem Dome, Isztambul Nézőszám: 2070 Játékvezetők: Cristiano Maranho (BRA), Antonio Conde (ESP), Yohan Rosso (FRA) |
| 2017. szeptember 13. 18:45 (17:45) | Bourousis, Papanikolaou 7                | Lepattanó | Voroncevics 12 | Sinan Erdem Dome, Isztambul Nézőszám: 2070 Játékvezetők: Cristiano Maranho (BRA), Antonio Conde (ESP), Yohan Rosso (FRA) |
| 2017. szeptember 13. 18:45 (17:45) | Calathes 7                               | Gólpassz  | Sved 5         | Sinan Erdem Dome, Isztambul Nézőszám: 2070 Játékvezetők: Cristiano Maranho (BRA), Antonio Conde (ESP), Yohan Rosso (FRA) |

| 2017. szeptember 13. 21:30 (20:30) | Olaszország                              | 67–83     | Szerbia              | Sinan Erdem Dome, Isztambul Nézőszám: 3046 Játékvezetők: Vicente Bulto (ESP), Takaki Kato (JPN), Tomas Jasevičius (LTU) |
| 2017. szeptember 13. 21:30 (20:30) | (17–18, 16–26, 15–15, 19–24) Jegyzőkönyv |           |                      | Sinan Erdem Dome, Isztambul Nézőszám: 3046 Játékvezetők: Vicente Bulto (ESP), Takaki Kato (JPN), Tomas Jasevičius (LTU) |
| 2017. szeptember 13. 21:30 (20:30) | Belinelli 18                             | Pont      | Bogdanović 22        | Sinan Erdem Dome, Isztambul Nézőszám: 3046 Játékvezetők: Vicente Bulto (ESP), Takaki Kato (JPN), Tomas Jasevičius (LTU) |
| 2017. szeptember 13. 21:30 (20:30) | Biligha, Filloy 3                        | Lepattanó | Kuzmić, Marjanović 7 | Sinan Erdem Dome, Isztambul Nézőszám: 3046 Játékvezetők: Vicente Bulto (ESP), Takaki Kato (JPN), Tomas Jasevičius (LTU) |
| 2017. szeptember 13. 21:30 (20:30) | Melli 3                                  | Gólpassz  | Jović 5              | Sinan Erdem Dome, Isztambul Nézőszám: 3046 Játékvezetők: Vicente Bulto (ESP), Takaki Kato (JPN), Tomas Jasevičius (LTU) |

### Elődöntők
| 2017. szeptember 14. 21:30 (20:30) | Spanyolország                            | 72–92     | Szlovénia           | Sinan Erdem Dome, Isztambul Nézőszám: 4955 Játékvezetők: Cristiano Maranho (BRA), Tolga Sahin (ITA), Yohan Rosso (FRA) |
| 2017. szeptember 14. 21:30 (20:30) | (19–25, 26–24, 12–24, 15–19) Jegyzőkönyv |           |                     | Sinan Erdem Dome, Isztambul Nézőszám: 4955 Játékvezetők: Cristiano Maranho (BRA), Tolga Sahin (ITA), Yohan Rosso (FRA) |
| 2017. szeptember 14. 21:30 (20:30) | P. Gasol 16                              | Pont      | Randolph, Dragić 15 | Sinan Erdem Dome, Isztambul Nézőszám: 4955 Játékvezetők: Cristiano Maranho (BRA), Tolga Sahin (ITA), Yohan Rosso (FRA) |
| 2017. szeptember 14. 21:30 (20:30) | M. Gasol 10                              | Lepattanó | Dončić 12           | Sinan Erdem Dome, Isztambul Nézőszám: 4955 Játékvezetők: Cristiano Maranho (BRA), Tolga Sahin (ITA), Yohan Rosso (FRA) |
| 2017. szeptember 14. 21:30 (20:30) | M. Gasol 4                               | Gólpassz  | Dončić 8            | Sinan Erdem Dome, Isztambul Nézőszám: 4955 Játékvezetők: Cristiano Maranho (BRA), Tolga Sahin (ITA), Yohan Rosso (FRA) |

| 2017. szeptember 15. 21:30 (20:30) | Oroszország                              | 79–87     | Szerbia       | Sinan Erdem Dome, Isztambul Nézőszám: 5235 Játékvezetők: Leandro Lezcano (ARG), Panagiotis Anastopoulos (GRE), Manuel Mazzoni (ITA) |
| 2017. szeptember 15. 21:30 (20:30) | (20–25, 14–23, 23–18, 22–21) Jegyzőkönyv |           |               | Sinan Erdem Dome, Isztambul Nézőszám: 5235 Játékvezetők: Leandro Lezcano (ARG), Panagiotis Anastopoulos (GRE), Manuel Mazzoni (ITA) |
| 2017. szeptember 15. 21:30 (20:30) | Sved 33                                  | Pont      | Bogdanović 24 | Sinan Erdem Dome, Isztambul Nézőszám: 5235 Játékvezetők: Leandro Lezcano (ARG), Panagiotis Anastopoulos (GRE), Manuel Mazzoni (ITA) |
| 2017. szeptember 15. 21:30 (20:30) | Mozgov 9                                 | Lepattanó | Lučić 8       | Sinan Erdem Dome, Isztambul Nézőszám: 5235 Játékvezetők: Leandro Lezcano (ARG), Panagiotis Anastopoulos (GRE), Manuel Mazzoni (ITA) |
| 2017. szeptember 15. 21:30 (20:30) | Sved 5                                   | Gólpassz  | Jović 6       | Sinan Erdem Dome, Isztambul Nézőszám: 5235 Játékvezetők: Leandro Lezcano (ARG), Panagiotis Anastopoulos (GRE), Manuel Mazzoni (ITA) |

### Bronzmérkőzés
| 2017. szeptember 17. 17:00 (16:00) | Spanyolország                            | 93–85     | Oroszország | Sinan Erdem Dome, Isztambul Nézőszám: 3573 Játékvezetők: Leandro Lezcano (ARG), Manuel Mazzoni (ITA), Tomas Jasevičius (LTU) |
| 2017. szeptember 17. 17:00 (16:00) | (21–13, 24–15, 21–27, 27–30) Jegyzőkönyv |           |             | Sinan Erdem Dome, Isztambul Nézőszám: 3573 Játékvezetők: Leandro Lezcano (ARG), Manuel Mazzoni (ITA), Tomas Jasevičius (LTU) |
| 2017. szeptember 17. 17:00 (16:00) | P. Gasol 26                              | Pont      | Sved 18     | Sinan Erdem Dome, Isztambul Nézőszám: 3573 Játékvezetők: Leandro Lezcano (ARG), Manuel Mazzoni (ITA), Tomas Jasevičius (LTU) |
| 2017. szeptember 17. 17:00 (16:00) | P. Gasol 10                              | Lepattanó | Mozgov 10   | Sinan Erdem Dome, Isztambul Nézőszám: 3573 Játékvezetők: Leandro Lezcano (ARG), Manuel Mazzoni (ITA), Tomas Jasevičius (LTU) |
| 2017. szeptember 17. 17:00 (16:00) | Rodríguez 9                              | Gólpassz  | Hvosztov 9  | Sinan Erdem Dome, Isztambul Nézőszám: 3573 Játékvezetők: Leandro Lezcano (ARG), Manuel Mazzoni (ITA), Tomas Jasevičius (LTU) |

### Döntő
| 2017. szeptember 17. 21:30 (20:30) | Szlovénia                                | 93–85     | Szerbia       | Sinan Erdem Dome, Isztambul Nézőszám: 12 095 Játékvezetők: Cristiano Maranho (BRA), Tolga Sahin (ITA), Antonio Conde (ESP) |
| 2017. szeptember 17. 21:30 (20:30) | (20–22, 36–25, 15–20, 22–18) Jegyzőkönyv |           |               | Sinan Erdem Dome, Isztambul Nézőszám: 12 095 Játékvezetők: Cristiano Maranho (BRA), Tolga Sahin (ITA), Antonio Conde (ESP) |
| 2017. szeptember 17. 21:30 (20:30) | Dragić 35                                | Pont      | Bogdanović 22 | Sinan Erdem Dome, Isztambul Nézőszám: 12 095 Játékvezetők: Cristiano Maranho (BRA), Tolga Sahin (ITA), Antonio Conde (ESP) |
| 2017. szeptember 17. 21:30 (20:30) | Dragić, Dončić 7                         | Lepattanó | Lučić 8       | Sinan Erdem Dome, Isztambul Nézőszám: 12 095 Játékvezetők: Cristiano Maranho (BRA), Tolga Sahin (ITA), Antonio Conde (ESP) |
| 2017. szeptember 17. 21:30 (20:30) | Dragić, Prepelič 3                       | Gólpassz  | Bogdanović 5  | Sinan Erdem Dome, Isztambul Nézőszám: 12 095 Játékvezetők: Cristiano Maranho (BRA), Tolga Sahin (ITA), Antonio Conde (ESP) |

| A 2017-es férfi kosárlabda-Európa-bajnokság győztese |
| ---------------------------------------------------- |
| · Szlovénia · 1. cím                                 |

## Végeredmény
| Helyezés | Nemzet         | Gy–V |
| -------- | -------------- | ---- |
| Arany    | Szlovénia      | 9–0  |
| Ezüst    | Szerbia        | 7–2  |
| Bronz    | Spanyolország  | 8–1  |
| 4.       | Oroszország    | 6–3  |
| 5.       | Lettország     | 5–2  |
| 6.       | Olaszország    | 4–3  |
| 7.       | Németország    | 4–3  |
| 8.       | Görögország    | 3–4  |
| 9.       | Litvánia       | 4–2  |
| 10.      | Horvátország   | 4–2  |
| 11.      | Finnország     | 4–2  |
| 12.      | Franciaország  | 3–3  |
| 13.      | Montenegró     | 3–3  |
| 14.      | Törökország    | 2–4  |
| 15.      | Magyarország   | 2–4  |
| 16.      | Ukrajna        | 2–4  |
| 17.      | Grúzia         | 2–3  |
| 18.      | Lengyelország  | 1–4  |
| 19.      | Belgium        | 1–4  |
| 20.      | Izrael         | 1–4  |
| 21.      | Csehország     | 1–4  |
| 22.      | Nagy-Britannia | 0–5  |
| 23.      | Románia        | 0–5  |
| 24.      | Izland         | 0–5  |